# 大西洋奴隸貿易

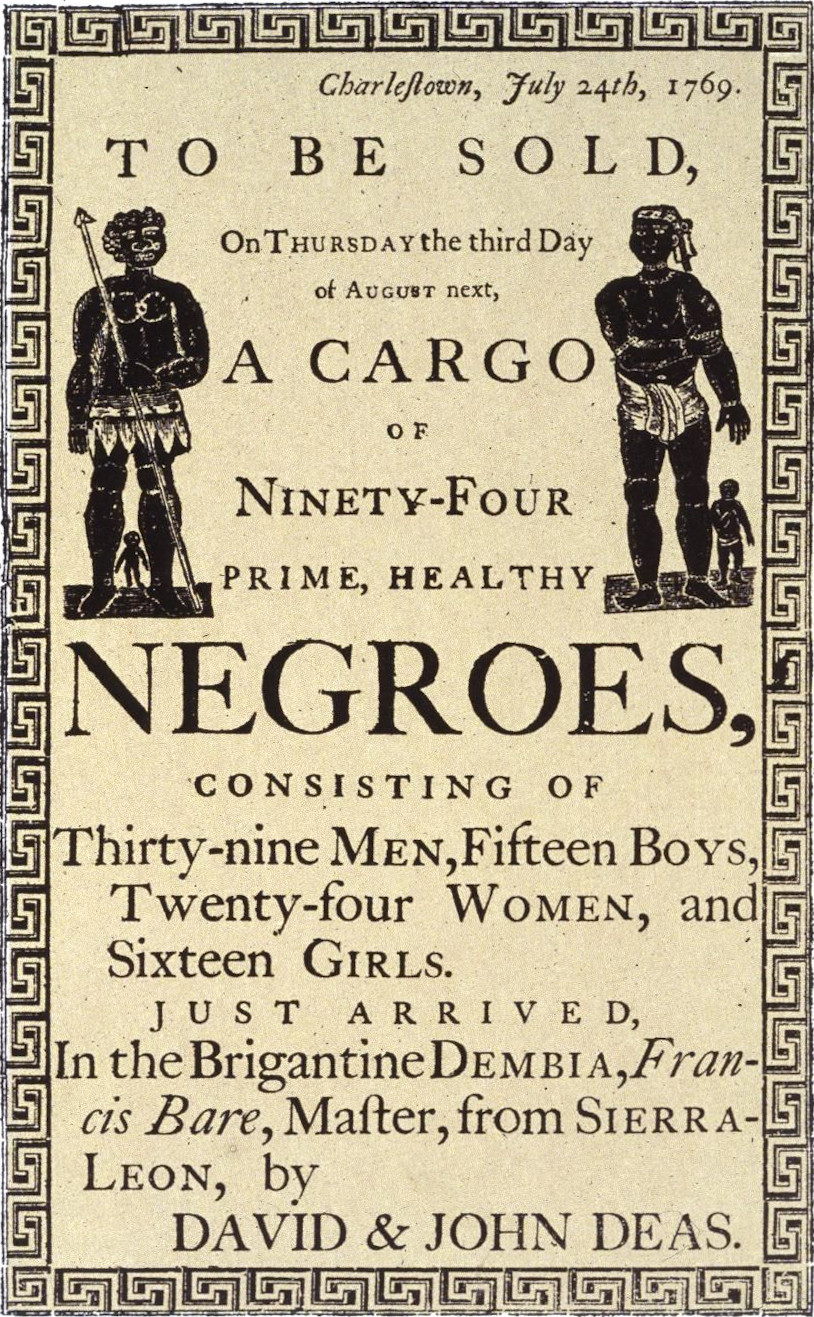
販奴海報

大西洋奴隶贸易，或称为跨大西洋奴隶贸易。是指16世纪至19世纪时期（也有人认为早至15世纪，并持续至20世纪），在环大西洋地区将非洲大陆人民作为廉价劳动力提供给美洲大陆殖民地地区的一种贸易。奴隶的来源主要是非洲西部塞內加爾到剛果河以西，黑人被欧洲人通过贸易或袭击、绑架等手段抓获贩往美洲大陆。这一贸易活动在近代也被称为黑奴贸易，然后实际上这一说法并不妥當，因为早在中世纪之前，就有黑奴的贸易活动出现了，所以应当加上跨大西洋字样。
奴隶贸易者包括（根据规模排序）：葡萄牙人、英国人、法国人、西班牙人、荷兰人和美国人。部分贸易者在非洲的海岸拥有前哨，前哨有他们收买的当地的部落首领为他们提供奴隶。在长达约400年的带有强烈殖民主义色彩的黑奴贸易中，目前估计约有1200万从非洲运到美洲的奴隶，部分学者得到的数据相对更高，尤其是从非洲得到的。将航运死亡的一千万人计算入内后，非洲人口损失数据可以达到三千万。

## 背景
最早开始从非洲贩卖黑奴的是阿拉伯人和波斯人，据统计，阿拉伯帝国时期共抓走了1300万黑人做奴隶。

### 奴隶的来源
奴隶主要由战争中的俘虏、被袭击绑架的平民组成。还有一些人口因为受到惩罚或用于还清债务被当地非洲人贩为奴隶。奴隶们被带上手铐脚链花上数周数月向海岸进发，到达之后他们将会被囚禁，等待被欧洲人购买。大多数的历史学家认为有1200万至1300万非洲人到达美洲。达荷美人的军队为了武器和保护自己而参与进奴隶贸易，达荷美国王盖兹这样说道：
奴隶贸易是我国人民的统治原则。这是他们财富的源泉和荣耀，母亲带着战胜沦为奴隶的敌人的胜利的音符哄孩子入睡。

### 新航路的开辟
14世纪-15世纪，随着欧洲各国社会生产力的提高，其对于财富的渴望需求也愈加强烈。因在欧洲大陆无力参与争夺，西班牙和葡萄牙两国热衷于探寻新航路以获得海外财富。终于，在1492年，热那亚（时意大利并未统一）人哥伦布在西班牙王室赞助下抵達了中美洲；而在1519年葡人麦哲伦同奉西班牙王命到达了美洲最南端、菲律宾、好望角并最终回到西班牙完成环球旅行。

### 非洲奴隶制

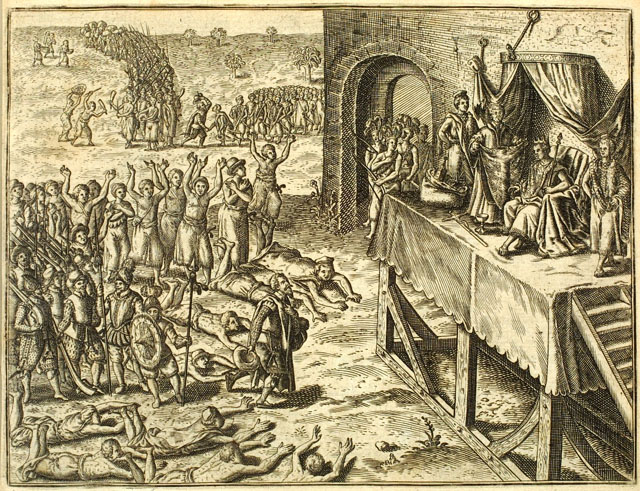
葡萄牙人朝见玛尼刚果。起初，葡萄牙人与刚果王国关系良好。内战使得葡萄牙趁虚而入，刚果人被沦为奴隶。

远在大西洋航线开辟前，奴隶制度就已在非洲、欧洲、亚洲、和美洲的一些部分存在了许多世纪，先于大西洋奴隶贸易的开始。有证据显示有的非洲国家将奴隶贩卖到非洲的其它地区、欧洲和亚洲，早于欧洲对美洲的殖民历史。非洲奴隶贸易将大量奴隶送往欧洲和穆斯林国家。
大西洋贩奴贸易不是唯一的非洲奴隶贸易，但是确实规模最大、最残酷的历史。正如伊利卡·米柏克龙在《外交世界》所述：
「非洲大陆拥有丰富的人力资源，渠道无所不通。跨越了撒哈拉，通過紅海，印度洋港口，跨越了大西洋，非洲奴隸至少遭受了10個世紀的奴役（9世紀-19世紀）以造福於穆斯林國家……四百萬被奴役人民通過紅海出口，另四百萬通過斯瓦希里港口到達印度洋」
根据约翰·K·桑顿的观点，欧洲人常常与非洲国家发生战争，掠夺战俘作为奴隶。有的非洲人从邻近的部落抓奴隶来贩卖。这一行径的备忘录记录在十九世纪早期英格兰就贩奴贸易的辩论中：“所有的老作家... 赞成战争不单单是为了抓奴隶，而且是由欧洲人煽动的，以支持上述观点。”住在沿尼罗河地区的人们从这些市场中被送到沿海，卖给欧洲人，以换取火枪和其它工业品，如衣服或酒。然而，欧洲人对奴隶的需求在已存的贸易上有开拓了广大的新市场。 那些卖到非洲其它地区的奴隶还有希望逃跑，而送上船的人则再无回乡的希望。

### 殖民主义的开始

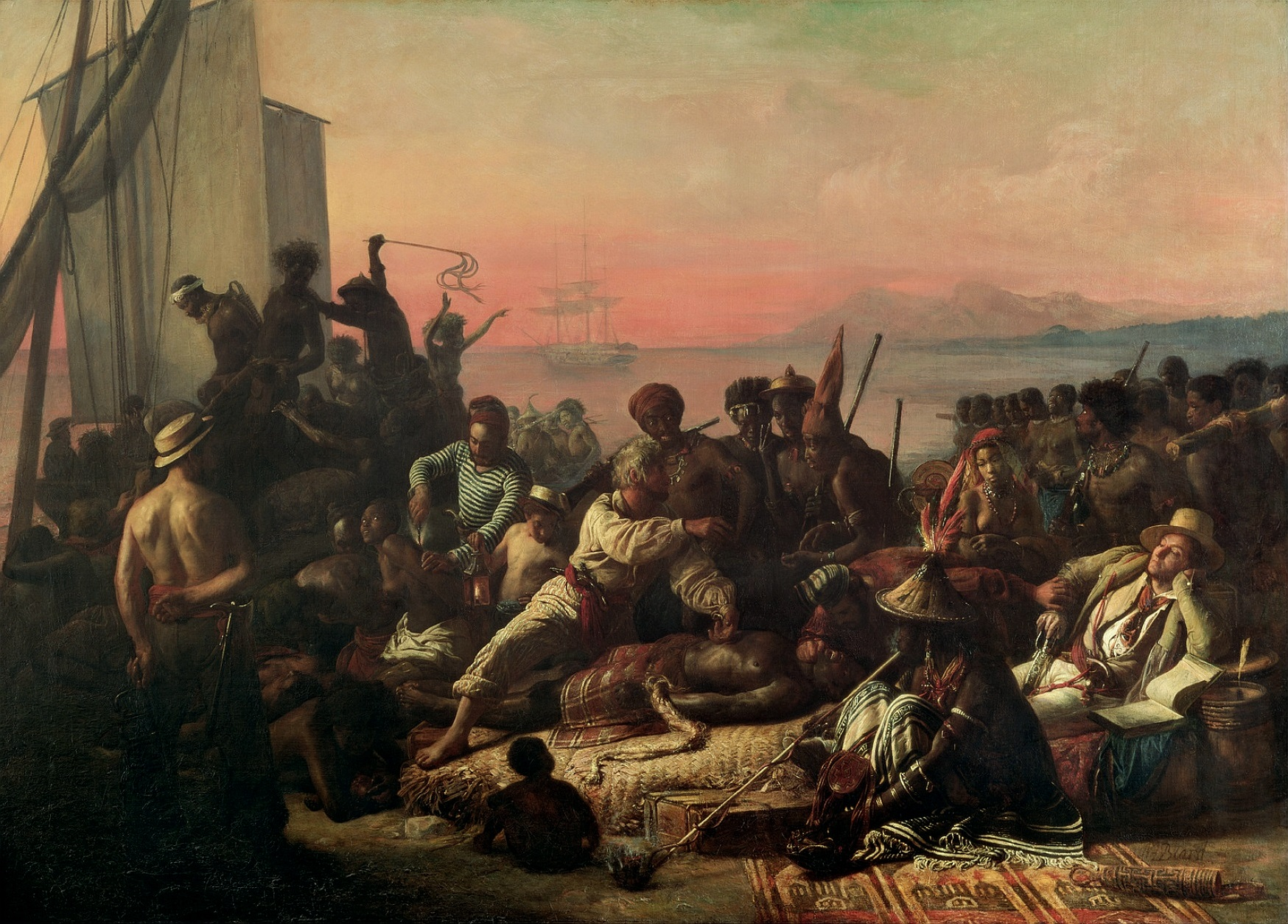
《贩卖奴隶》，奥古斯特·弗朗西斯·比亚尔，1840年

随着新航路的开辟，西葡两国走上了殖民之路并从海外获得了巨大财富，一跃成为欧洲最富有的王室。而因此从16世纪末17世纪初起，英国、法国、荷兰等国也几乎同时起步，成为新兴殖民国家并希冀超越两位始作俑者。自此，非洲、拉美直至南亚各地，处处都有欧洲“探险家（conquistador）”和“商业公司”的足迹。欧洲国家也常因为海上霸权和殖民地纠纷大打出手。为了从殖民地获得更多的财富，早期的殖民掠夺等抢劫已不能满足他们的需求，于是欧洲人开始着手经营殖民地。他们在北美种植园里种植烟草和棉花，在西印度群岛种甘蔗，在中美洲、南美洲开发金、银等矿藏，在印度种植茶树等等。最初在种植园和矿山劳动的多数是白人契约工，他们是欧洲各国横渡大西洋而来的贫苦移民，这些人在原居住地与种植园主或海外劳务公司签订契约，到美洲后用几年劳动来偿付为他们垫付的旅费，契约到期后，便成为自由民。因白人契约工大多不适应美洲酷热的天气和繁重的劳动，随着种植园的发展，劳动力严重不足，于是欧洲殖民者不得不寻找新的劳动力来源。殖民者最初试图奴役美洲本土的印第安人，但并未获得明显收益。直至后来他们发现了黑人的力量远大于印第安人，并且黑人对于热带的疾病有很强的免疫能力，所以在种植园或矿山使用黑人奴隶劳动要比使用白人契约工的分摊成本要便宜的多，又便于管理。于是，三角贸易便自此正式开始，而且逐渐成为一桩赚钱的买卖兴隆起来。

### 殖民主义与美洲奴隶制
不光是在西非沿岸，在美洲，欧洲人也开始探索新商业机会。1492年，通过克里斯托弗·哥伦布的探索，欧洲基督教国家首先得知美洲。哥伦布于1492年首次登陆伊斯帕尼奥拉岛，原住民泰诺人就居住在该岛上。西班牙人强迫泰诺人为他们劳作，仅仅25年内泰诺人就几乎被西班牙殖民者消灭。在与美洲接触的第一个世纪中，当地居民对欧洲人的入侵极力反抗，并且取得了一些成就。在加勒比地区，西班牙定居者与一些当地美洲人联合，与其它部落竞争，控制了较大岛屿。有些族群，例如加勒比岛的小安的列斯群岛人、委内瑞拉岛的卡利娜人和阿拉瓦克人成功反击了西班牙在加勒比地区的基地。他们的土著小船更小、更适合在海岛中间穿梭，因而成功打退了西班牙船只。
在十五和十六世纪，欧洲殖民者也开始在无人居住的大西洋荒岛定居，如马德拉和亚速尔群岛。由于没有奴隶可卖，出口货物成为主要的产业。

## 十六、十七和十八世纪
大西洋贩奴贸易一般被分为两个时期，被称作第一和第二大西洋系统。
第一大西洋系统主要是奴役非洲人，将他们送到南美葡萄牙和西班牙帝国；它占大西洋总贸易的3%多一点。具規模的贸易开始于1502年左右，持续到1580年，此时葡萄牙暂时与西班牙联合。当葡萄牙直接参与贩奴贸易时，西班牙帝国依赖座位系统，为商人提供（主要来自别的国家）执照，方便他们为自己的殖民地贩奴。在第一大西洋系统中，大多数贩子是葡萄牙人，使得他们几乎垄断了当时的贩奴贸易。有的荷兰、英国、法国商贩也参与到活动中来。。
第二大西洋系统是奴役非洲人，主要是由葡萄牙、英国、法国和荷兰奴隶贩子组成。主要地点是加勒比殖民地和巴西，欧洲国家在那里建立起以蓄奴为主的新世界经济殖民地。在1450年到1600年间，约有3%多一些的奴役人口从非洲送走，在十七世纪则为16%。
据估算，在十八世纪中，约有半数被奴役人口被贩卖，不列颠、葡萄牙、法国成为主要的奴隶贩子，在送出非洲的奴隶中占9/10。

### 三角贸易

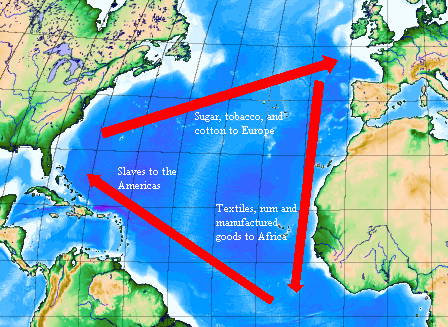
一個在北美的三角貿易例子

三角贸易是因为在贸易进行中一般采取的航线其形状呈三角形而得名。殖民者在长期贩卖黑人的过程中，逐渐形成一套一本万利的“奴隶贸易制度”。这种“三角航程”指的是，最先贩奴船满载着购买奴隶用的枪枝弹药和消费品，从欧洲港口出发，航行到西非海岸，称为出程；在西非海岸用货品交换大批奴隶，然后横渡大西洋，驶往美洲，称为中程；在美洲用奴隶换取殖民地的原料和金银，运回欧洲，称为归程。一次完整的三角航程需要6个月，奴隶贩子仅需一次便可以做三笔买卖，获得100%到1000%的利润。
约翰·K·桑顿指出欧洲奴隶贩子通常是从进行当地战争的非洲贵族手中买到奴隶。也有一些非洲黑人成了专事捕捉相邻部落的人口用于赚钱的商人。尼罗河流域的人就这样从内地的市场辗转到了海边，再出售给欧洲人用以交换火枪（1540-1606年间是火绳枪，之后是燧发枪）以及其他工业品，如布匹和酒精。不过欧洲人的大量需求使得原有的市场大大扩大了。

### 劳工与奴隶制

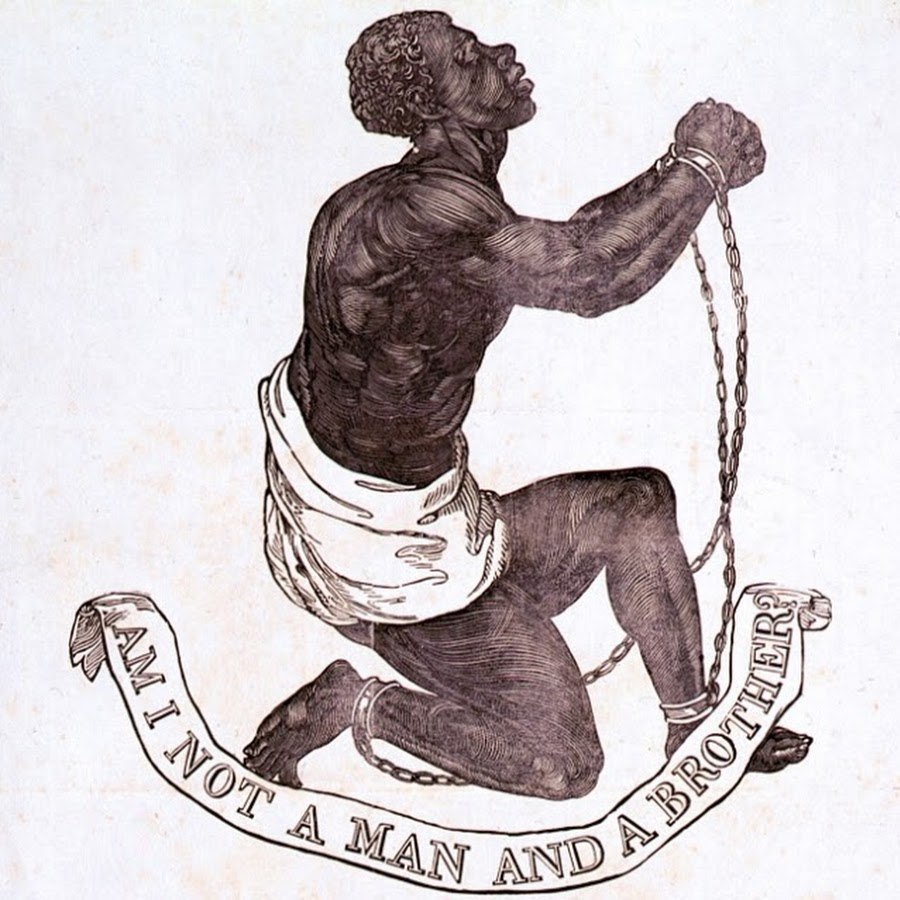
《我难道就不是一个人、一个兄弟吗？》，約書亞·威治伍德为不列颠废奴运动所设计的徽章，1787年。

由于欧洲殖民者希望剥削新大陆的土地和资源作为资产利益导致了劳工短缺，成为大西洋贩奴贸易的原因之一。美洲原著居民首先被欧洲人奴役，但由于苦役和旧世界的疾病，他们大多死亡。另一种劳工来源，如契约劳工则无法提供足够的劳动力。很多作物无法变卖获利。从新大陆向欧洲出口农作物常常比在欧洲大陆生产更为划算。这产生了大量劳工的需求，种植园需要密集的劳动力来种植、收获、处理热带作物。西非（其中一部分被称之为“奴隶海岸”）以及之后的中非，成为满足劳动力的主要来源。
持续劳动力短缺的主要原因是由于大量廉价的土地和大量寻求工人的地主存在，自由的欧洲移民在短暂的劳动过后就可以成为地主，因此产生了对劳工的需求。
托拉斯·杰佛逊将对奴役劳动力的使用归咎于气候，以及奴隶劳工所带来的闲暇享受：“在如此炎热的气候中，要是有人伺候就没人会干活。这是千真万确的，有奴隶的人从来就没干过活。”

### 黑奴贸易中非洲所参与的活动

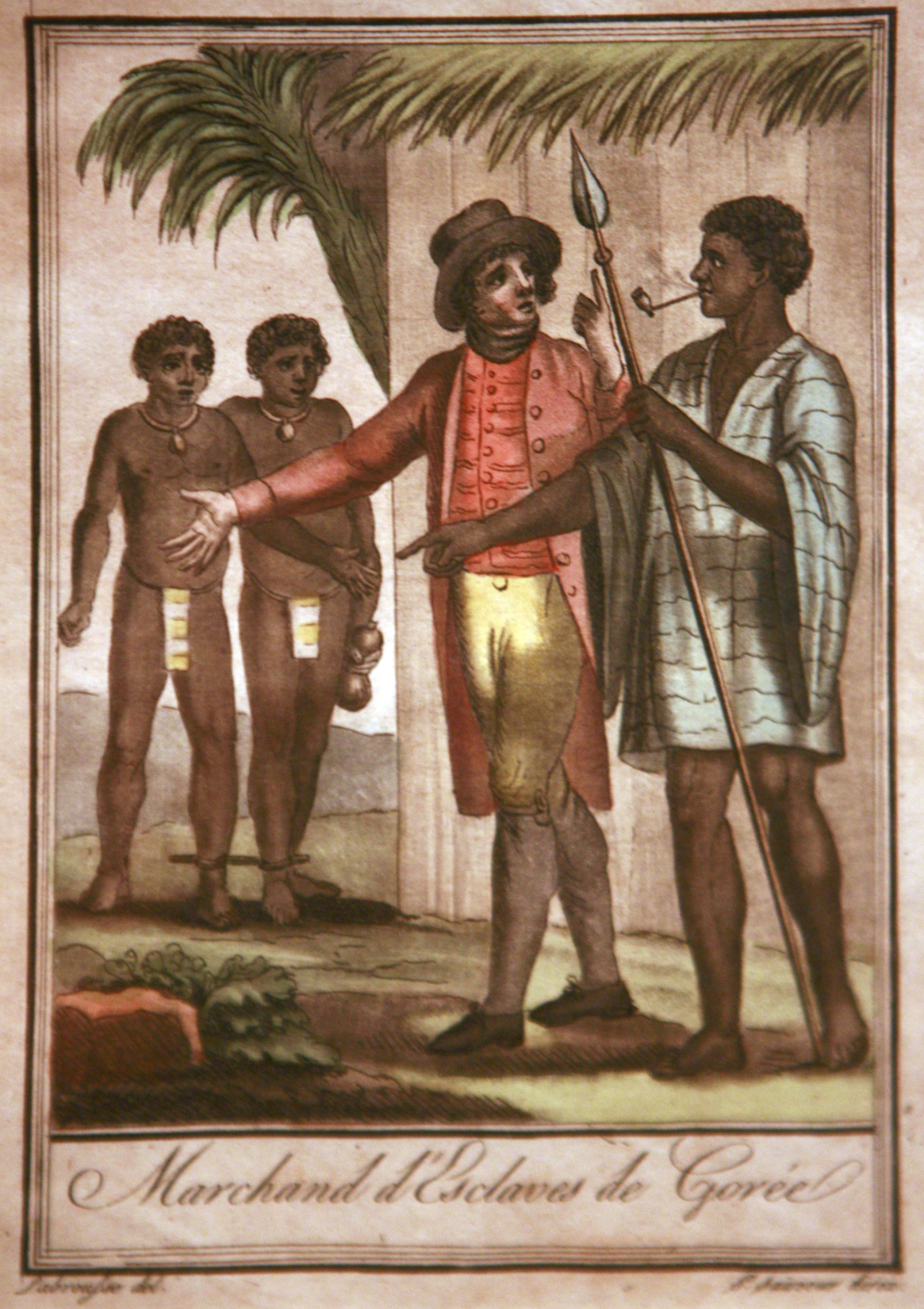
塞内加尔格雷岛的奴隶贩子，十八世纪

非洲人在贩奴贸易中直接扮演了相应角色，他们将战俘或囚犯卖给欧洲人当奴隶。被出售的战俘或囚犯常常来自发生摩擦的其他部落。这些奴隶被认为是“外人”，而不是本族人或是“部落自己人”；非洲国王也不对他们负责。有时，囚犯被出售是为了防止他们在当地继续行凶作乱。剩余的奴隶大多来自诱拐，或是被欧洲人扫荡而得。但是，有些非洲国王拒绝出售他们的俘虏或是囚犯。奥波博国王贾贾曾经是个奴隶，他完全拒绝与奴隶主做交易。然而，阿里克·沙哈达注意到由于欧洲对奴隶的商业需求，导致俘虏敌人不再是战争的结果，而成为发动战争的理由。

### 黑奴贸易中欧洲所参与的活动
虽然欧洲人成为奴隶的大买主，但是他们害怕热带疾病，担心反抗，很少深入非洲内陆。奴隶被送到海岸港口以换取货物。在非洲国家进行扩展的战争中，奴隶成为主要的副产品，有时他们故意支持赞助这项活动来换取利润。在国家快速发展时期（如阿散蒂王国和达荷美王国），奴隶制度成为政治生活的重要元素，被欧洲尽情剥削：正如萨拉女王向葡萄牙法庭的申诉所揭示的，这一系统“要么卖给欧洲人，或被卖给欧洲人”。在非洲，囚犯的惩罚是被奴役，当奴隶制变得有利可图时，这一刑罚变得越来越普遍。大多数国家没有监狱系统，囚犯大多被卖入当地市场成为奴隶。

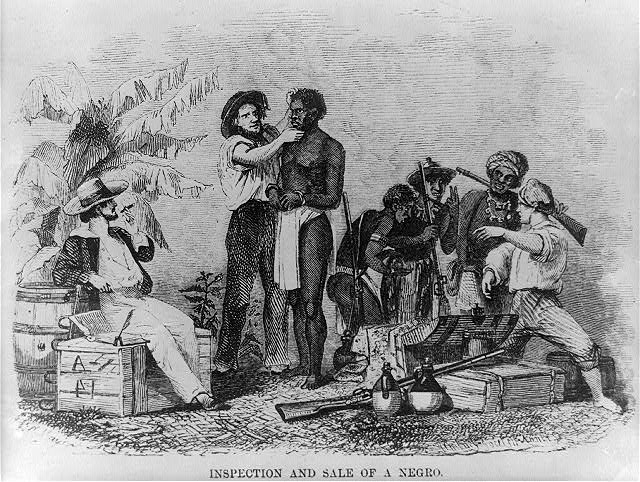
检查奴隶

1778年，托马斯·基钦估算欧洲人每年将52,000名奴隶送往加勒比海，法国人将大多数非洲人送往法属西印度地区（每年13,000人）。在刚果内战爆发之际，大西洋贩奴贸易在十八世纪最后二十年中达到最高峰，此时，沿尼日尔河居住的伊博族小国之间发生战争，土匪则趁火打劫。而奴隶供给剩余的其他原因是由于国家扩张，如达荷美王国、奥约帝国、和阿散蒂王国。
在大西洋贩奴贸易结束后，欧洲的主要征服、扫荡、和奴役活动也随即告终。一个例外是对恩东戈的征服——即现在的安哥拉。在恩东戈亡国后，奴隶、勇士、自由人和贵族都被葡萄牙征服者扫荡，掠为奴隶。

### 非洲奴隶制与新世界的对比
非洲与新世界的奴隶在形式上有所不同。从总体上讲，非洲奴隶制是非继承性的，就是说，奴隶的孩子是自由人。然而，在美洲，只要母亲是奴隶的，孩子都是奴隶。这与其它特色是有关联的：西非奴隶制并非种族或宗教少数群体所特有，而欧洲殖民地则不同。但是存在特例，如索马里奴隶制中，班图人成为他们的奴隶。
在非洲，奴隶的待遇与美洲的不同。举一个极端的例子：达荷美国王一次性杀死数以千計的奴隶用于祭祀，喀麦隆也会杀死奴隶用作牺牲。另一方面，奴隶常常受到家庭成员般的待遇，“领养儿童”有许多权利，包括未经主人允许娶嫁。苏格兰探险家蒙戈·帕克写道：
“我认为，非洲奴隶对比自由人为3:1。除了获得食物与衣物以外，他们只是辛苦劳作，主人依据心情好坏对他们仁慈或苛刻.... 内陆来的奴隶可以分为两个独特阶层——第一种是生来为奴，由被奴役的母亲所生；第二种，是生来自由，但在日后出于种种原因而被奴役。第一种的数量最多....” 
在美洲，奴隶们无法自由娶嫁，主人基本上不将其视为家庭成员。叛乱或行凶的奴隶会被处决，但新世界殖民者不会因祭祀而牺牲奴隶。新世界奴隶十分有用，照顾和维持都相对昂贵，但是依然属于主人的财产。

### 奴隶市场地区与参与

非洲黑奴贸易主要区域，15-19世纪

欧洲人买卖奴隶、向西半球运输的主要地区有八个。被奴役人口卖入新大陆的数量因买卖的不同而不同。就贩奴活动的分布来看，有些地区比其它地区更加兴盛。在1650年到1900年间，约有1024万非洲奴隶从这些地区离岸，前往美洲：
- 塞内冈比亚 （塞内加尔和冈比亚）：4.8%
- 几内亚上部 （几内亚比绍、几内亚和塞拉利昂）：4.1%
- 胡椒海岸 （利比里亚和科特迪瓦）：1.8%
- 英属黄金海岸 （加纳和科特迪瓦东部）：10.4%
- 贝宁湾 （多哥、贝宁和尼日尔河三角洲以东的尼日利亚）：20.2%
- 邦尼湾 （尼日利亚、尼日尔河三角洲东部、喀麦隆、赤道几内亚和加蓬）：14.6%
- 非洲中西部 （刚果共和国、刚果民主共和国和安哥拉）：39.4%
- 非洲东南部 （莫桑比克和马达加斯加）：4.7%

### 当时的非洲国家

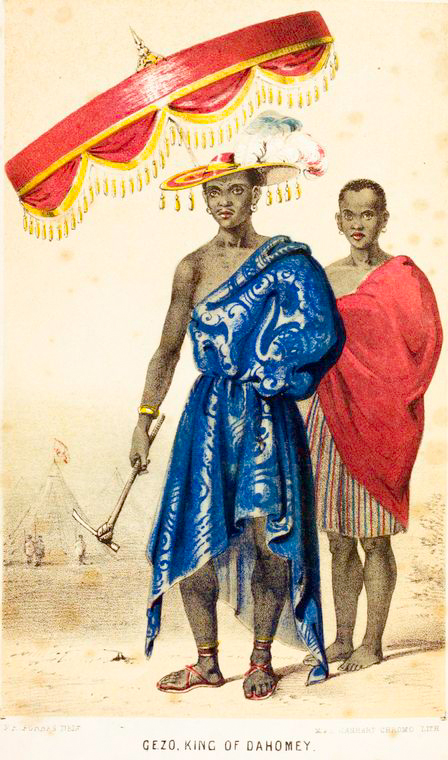
达荷美国王哥祖迫于不列颠的压力终止了黑奴贸易

在1502到1853年间，当巴西成为最后一个废除跨大西洋贩奴贸易的国家时，非洲有超过173个城邦国受到影响。在这173个国家中，至少有68个可被視為有足够的政治和军事基础来宰制他們的鄰居的民族國家。今天，几乎所有的非洲国家都有前殖民地历史，有时非洲帝国必须和欧洲奴隶贩子列席来做交易。

#### 种族
在送往美洲的奴隶中，种族与贩奴所在地区密切相关。超过45个不同种族被带入美洲。在这45个种族中，有10个种族受害最深，地方黑奴档案如下。
1. 刚果和安哥拉的刚果人
2. 几内亚上部的曼登人
3. 多哥、加纳、贝宁说吉布语的人
4. 加纳和科特迪瓦的阿坎族人
5. 塞内加尔和冈比亚的沃洛夫人
6. 尼日利亚东南的伊博人
7. 安哥拉的姆本杜人
8. 尼日利亚西南的约鲁巴人
9. 喀麦隆的蒂卡尔人和巴米累克人
10. 莫桑比克的马夸人

## 人员伤亡

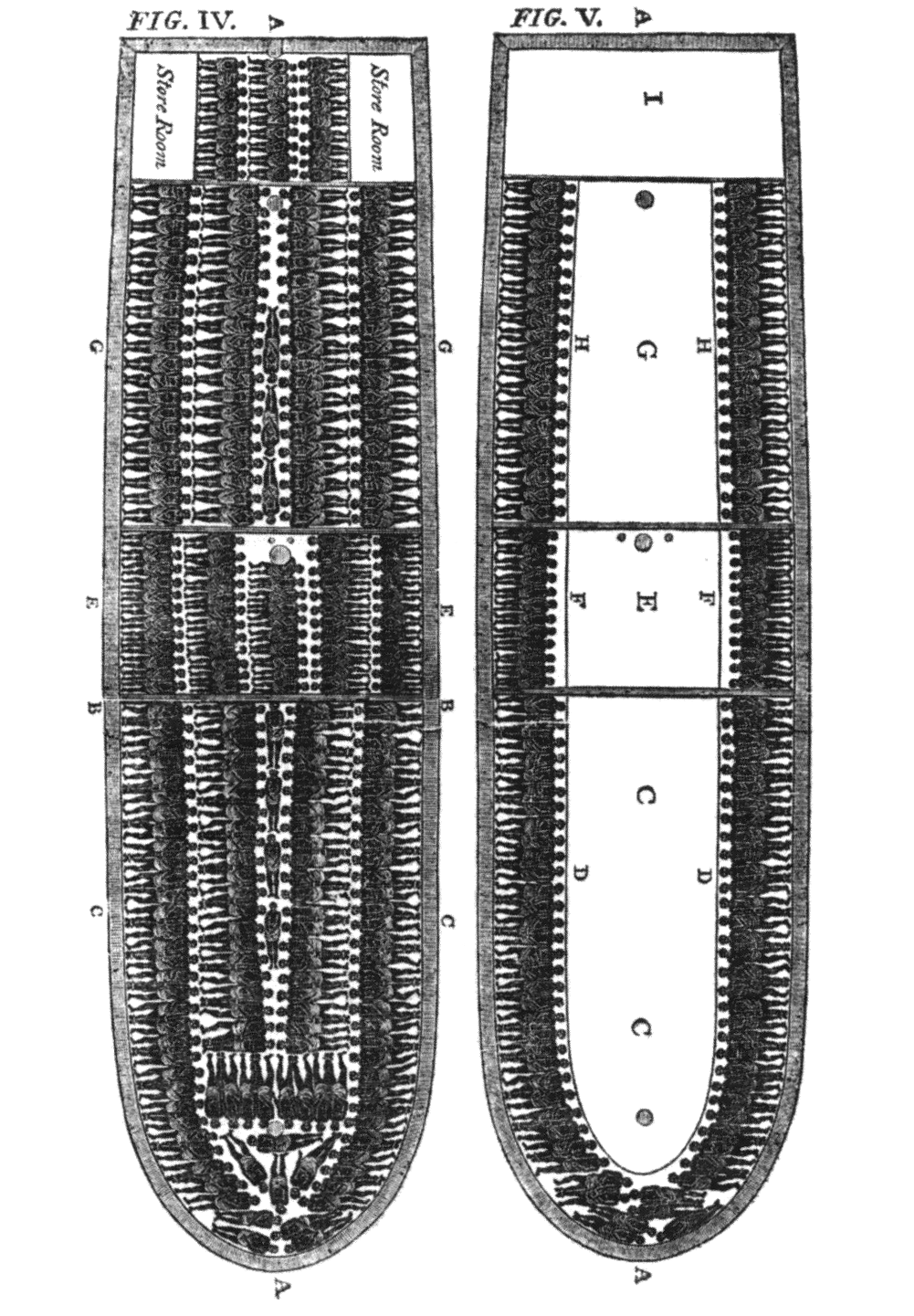
大西洋贩奴船只图示。在1790年到1791年呈给下议院特别委员会的抽象证据。

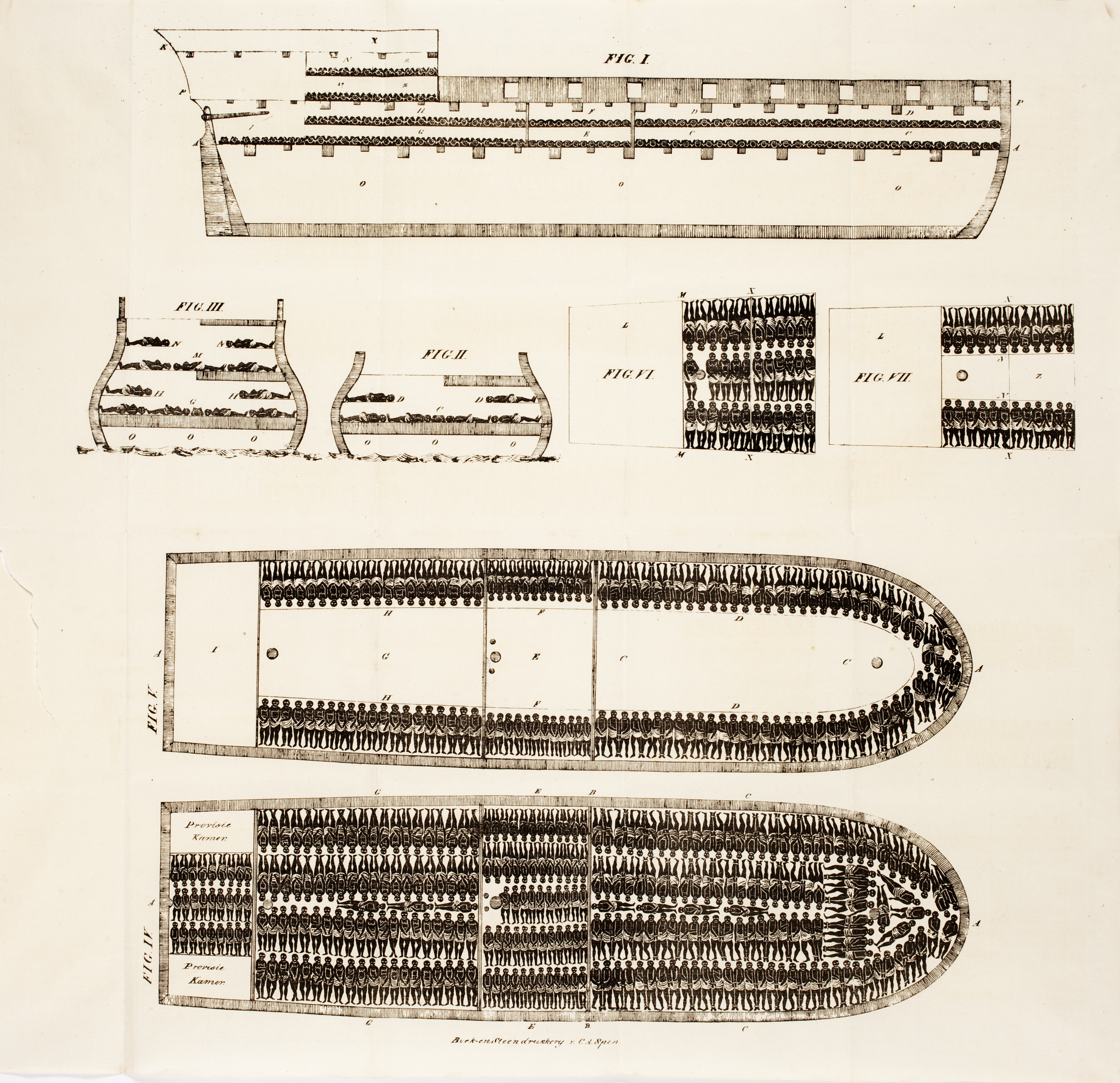
大型奴隶船只图示。托马斯·克拉克森：《非洲向欧洲居民的哭喊》，约1822年。

跨大西洋贩奴贸易导致非洲奴隶大量的伤亡，数量至今依然不明。大约120万 – 240万非洲人在送往新大陆的旅途中死亡。奴隶在到达目的地后也出现大量伤亡情况。奴隶在被买卖的过程中死亡人数一直是个谜，但是可能等于甚至大于幸存的人数。
贩奴贸易野蛮的本质对个人和文化造成了毁灭性的打击。之后的数字没有包括新大陆黑奴因劳动、暴乱、疾病而死亡的人数。
二十世纪九十年代末，数据显示在跨大西洋贩奴贸易中，人数最多为1100万人。在很长一段时间，这一数字为1500万人，近年的修正将数据调低。根据帕特里克·曼宁的估算，在16-19世纪期间，约有1200万奴隶进入跨大西洋贩奴贸易，但有150万人死在船上。约有1050万奴隶到达美洲。除了这些死在途中的奴隶，许多非洲人死于扫荡以及前往港口的跋涉途中。曼宁估算约有400万人死在非洲境内，很多人年纪尚轻。曼宁的估算涵盖了1200万前往美洲的奴隶，以及600万送往亚洲市场的奴隶，800万送往非洲市场的奴隶。

### 冲突
基马尼·尼胡斯博士称，欧洲奴隶贩子改变了非洲社会对侵略的反应。之前，罪犯会受到某种形式的惩罚，但如今刑罚成为奴役，并将犯罪者卖给奴隶贩子。根据大卫·斯坦纳德的《美国大屠杀》所述，50%的死亡出现在非洲当地内战，后者则制造了大量奴隶。这不但包括死于战乱的人，而且包括从内地向港口跋涉而死的人。在战争中奴役敌人或是村民在非洲西部和中西部极为流行，虽然战争起初并不会制造奴隶。贩卖奴隶主要是部落或国家战争的副产品，以便在胜利后扫除异议者，或是为进一步战斗筹款。然而，有的非洲群体特别偏好奴役的残忍，例如奥约帝国、伊加拉、克尔白、阿散蒂王国、达荷美、阿罗、和邦加拉军阀。
在向葡萄牙国王若昂三世的信件中，刚果曼尼（国王）阿方索一世写道葡萄牙商贩涌入是贩卖黑人贸易的缘由。他要求葡萄牙国王停止派遣商人，改为转派传教士。在其中一封信中他写道
贩子们每天都在拐卖我们的人——这个国家的孩子，贵族诸侯的孩子、甚至是我们自己家里的孩子。腐败和堕落广为散布，以至于整片土地都荒无人烟。我们的王国只需要祭司、教师，除非是为群众提供酒和面粉，否者我们不需要商人。我们希望王国不再是奴隶贩卖或运输的地点了。
我们的很多臣民贪求葡萄牙商贩带进国门的商品。为了满足这种异常的胃口，他们抓走了很多原本自由的黑人同胞⋯⋯贩卖他们。在之后他们把这些囚犯秘密地或趁着天黑（带到海岸）⋯⋯一旦俘虏落入白人的手中，就会被烧红的铁烙上印记。
在葡萄牙人到来之前，刚果已经出现奴隶制。阿方索一世认为奴隶制应当遵守刚果法律。当他发觉葡萄牙人非法奴役他人，拐卖人口时，他于1526年致信若昂三世，要求他终止这一暴行。
达荷美国王将战俘卖入跨大西洋贸易中，否则战俘就会在年度祭祀仪式上成为牺牲品。达荷美是西非主要的奴隶国家之一，与邻邦交恶极深。和东面的班巴拉帝国一样，卡索王国的经济也依赖奴隶贸易。家族地位的象征是拥有奴隶的数目，导致许多战争因掠夺奴隶而爆发。贸易使得卡索与非洲西海岸的欧洲人往来密切，特别是与法国人来往甚多。在16-17世纪中，贝宁因与欧洲贩奴而获利甚多；内陆敌国的奴隶被拿来贩卖，用荷兰或葡萄牙的船只送往美洲。贝宁湾很快成为了“奴隶海岸”。
十九世纪四十年代，达荷美国王哥祖这样说：
贩奴贸易是我的治国之策。这是财富的来源和荣耀⋯⋯母亲哄孩子入睡时就说敌人已经被打倒，成为奴隶了⋯⋯
1807年，不列颠议会通过法案禁止贩奴贸易。邦尼国王（现今为尼日利亚）对此感到惊恐：
我们认为这一贸易必须继续下去。这是神谕和祭司的裁定。他们说虽然贵国十分伟大，但是神明自己规定的贸易是不可以被阻止的。

### 运送
在西非各港口，殖民者用木枷和锁链锁住被剥去了衣服的奴隶，供奴隶贩子像挑选牲口一样挑选。被选中的奴隶接着被火红的烙铁在身体上烙上标志表明隶属，然后装上贩奴船。贩奴船的舱板之间的高度最低的不到半米，奴隶们只能席“地”而坐。奴隶贩子为了多赚钱，总是超额一倍，甚至数倍载运奴隶，把奴隶塞进船舱，使他们象“汤匙”一样卷曲着身体，人挨人地挤在一块。由于船舱拥挤、潮湿，空气污浊，经常出现传染病。患传染病的奴隶往往被投入海裡，活活淹死。1874年“戎号”贩奴船一次就把132个患病的奴隶抛入大海。如果航行途中遇到风暴等恶劣天气，延误航期，致使船上淡水、食物不够时，奴隶贩子也会把部分奴隶抛入大海。

## 竞争

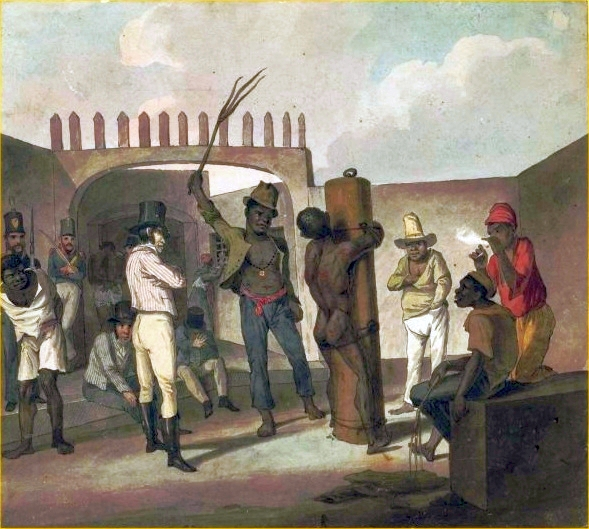
鞭打奴隶，里约热内卢，c.1822年

奴役非洲人，卖入跨大西洋的贸易活动源自十五世纪葡萄牙水手对西非沿岸的探索。在此之前，北非巴巴里海盗曾袭击葡萄牙口岸和船队，对沿岸村庄进行烧杀掳掠，葡萄牙人则前往非洲奴隶市场赎回自己人。新大陆最先奴役非洲人的欧洲人是西班牙人，他们将奴隶用作探险的支援，以及岛屿，如古巴岛或伊斯帕尼奥拉岛上劳动力的后备力量。当地人口锐减使得首部皇家保护法令出台（布尔戈斯法案，1512–1513）。第一位黑奴在1501年登上伊斯帕尼奥拉岛1545年左右，当葡萄牙人成功地在巴西北部建立起糖料种植园（engenhos）后，葡萄牙商人开始在北非沿岸搜罗奴隶，卖到种植园。起初，种植园主几乎全部依靠当地的图帕尼人作为单一劳动力，但是由于流行病对早已支离破碎的图帕尼社会带来了灭顶之灾，在1570年后葡萄牙人开始进口非洲人。到了1630年，非洲人取代图帕尼人成为巴西糖料种植园上的最大劳动力。这使得欧洲中世纪传统家奴制得以告终，而巴西收到了非洲黑奴最多，糖料种植和加工业导致84%的非洲人被送往新大陆。
当不列颠成为最大的海上霸主，盘踞北美和西印度群岛后，他们成为了最大的奴隶贩子。起初，贸易是由皇家非洲公司垄断运作，总部设在伦敦。但是，公司在1689年失去垄断地位，布里斯托尔和利物浦贩子则更加积极。到了十七世纪末，驶离利物浦的船只中有1/4是奴隶船。曼彻斯特城的财富，以及周边郡县都是在十八世纪末建立起来的，而十九世纪经济的绝大部分都是建立在奴隶采棉和纺织工业的基础之上。其它不列颠城市也从中获利。伯明翰成为当时不列颠最大的枪支制造地，为交易提供武器。种植园75%的糖料被送往伦敦，在获取暴利的咖啡店里被一饮而下。

## 新大陆目的地

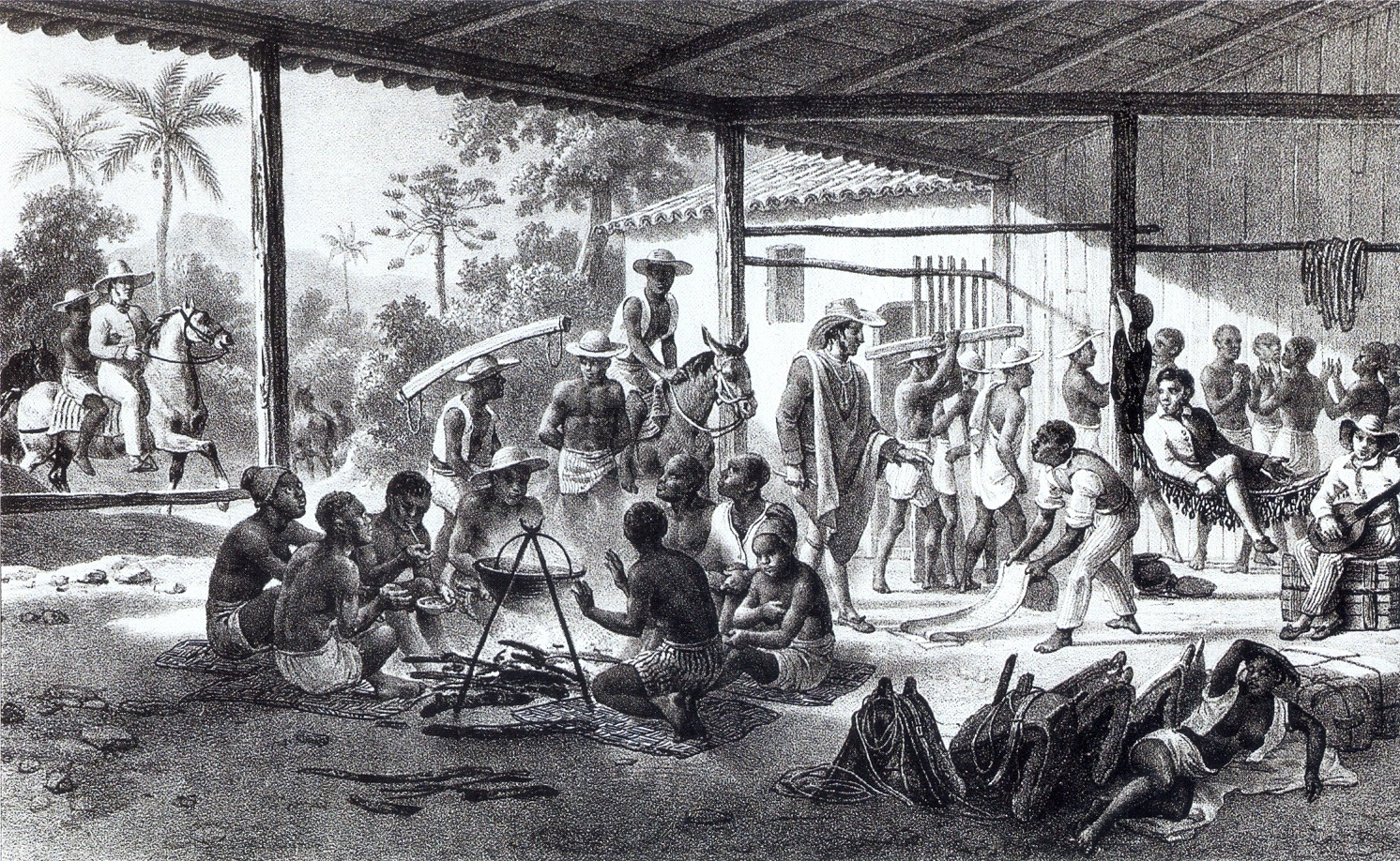
新近买来的奴隶正在前往农场的路上，巴西c. 1830.

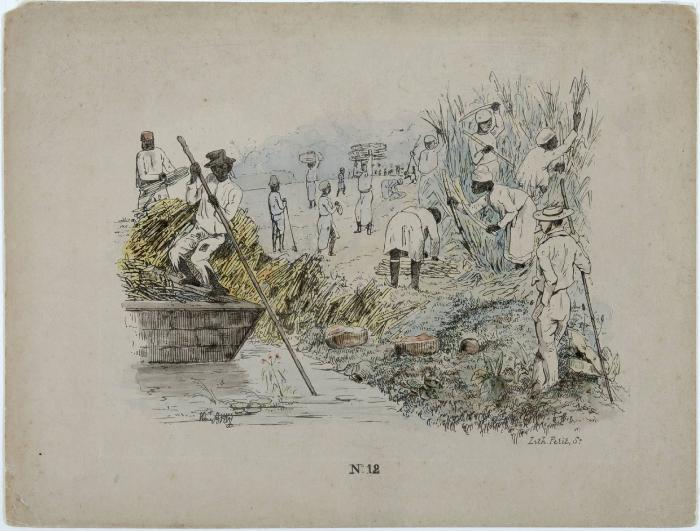
十九世纪平板印刷，苏里南甘蔗园种植园。

1502年，第一位黑奴来到新大陆伊斯帕尼奥拉岛（现为海地及多米尼加）。1513年，四个奴隶第一次到达古巴。1518年，4000个奴隶第一次被送到牙买加。1526年，奴隶开始被送到洪都拉斯和危地马拉。
1526年1月，当西班牙试图在南卡罗来纳的詹姆斯敦开设殖民地时，第一个非洲奴隶上岸了，该地日后成为了美国。到了11月，300名西班牙殖民者只剩下了100名，奴隶人数从100个减到70个。奴隶发生暴乱，加入了临近的部落，而西班牙人则干脆放弃了殖民地。哥伦比亚在1533年迎来了第一个奴隶。萨尔瓦多、哥斯达黎加、佛罗里达分别在1541年、1563年和1581年开始了奴隶贸易。
十七世纪船运能力大增，非洲人在1619年来到位于弗吉尼亚的殖民地詹姆斯鎮。第一个被捕的非洲人被用作契约劳工，在服役七年后获释。传统奴隶制在1656年写入弗吉尼亚法律，殖民地在1662年采取了“子女隨母”政策，即奴隶妇女生下的孩子都是奴隶，父亲是谁无关紧要。1651年，爱尔兰移民将奴隶带到蒙塞拉特岛，1655年，奴隶被带入伯利兹。
1802年，俄国殖民者注意到“波士顿”（美属）船只在阿拉斯加东南用奴隶换取特林吉特人的水獭皮。
| 目的地                         | 比例  |
| ------------------------------ | ----- |
| 葡萄牙属美洲殖民地             | 38.5% |
| 不列颠属美洲殖民地（北美除外） | 18.4% |
| 西班牙帝国                     | 17.5% |
| 法属美洲殖民地                 | 13.6% |
| 不列颠北美殖民地               | 6.45% |
| 英格兰美洲殖民地               | 3.25% |
| 荷兰西印度殖民地               | 2.0%  |
| 丹麦西印度殖民地               | 0.3%  |

到达各地的非洲人数可以估算为约10,000,000人。
在整个奴隶贸易中，葡萄牙贩运黑人人口最多，占超过一半。

## 奴隶制经济学

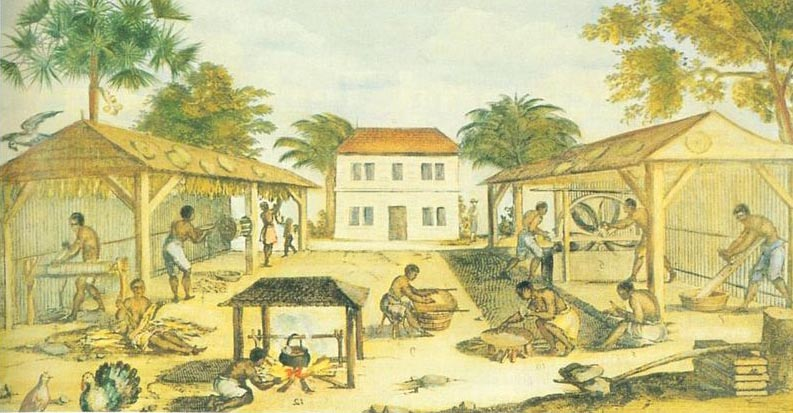
奴隶们在处理烟草，十七世纪弗吉尼亚

新大陆种植园经济是建立在奴隶劳工上的。70%的被奴役劳工被送往新大陆被迫种植糖，这是劳动密集型农作物。其余的则种植咖啡、棉花和香烟，有时则从事采矿。欧洲势力西印度殖民地都是最重要的财富，以至于他们在保护财产上走了极端。例如，在1763年的七年战争之后，法国同意放弃新法兰西的大片土地（现在的东加拿大）来保留瓜德普罗小小的安替列群岛。
十八世纪法国种植园对投资者的回报约为6%；对比国内其它收入的5%来说，这高出了20%的利润。对于个人出海来说，航海风险和商业都十分重要。投资者通过在同一时间分散购买许多船只的小份额来缓和风险。这样，他们将风险稀释掉了。在航程中，船的股份可以自由买卖。
在1800年，最有价值的西印度殖民地当属联合王国。在进入糖殖民地生意之后，不列颠海上霸权和对主要岛屿的控制，如牙买加、特立尼达拉岛、背风群岛、巴巴多斯英属圭亚那都使得英国较之竞争对手大为领先；大多数英国人没有获利，少数人获得小部分财富。1791年奴隶叛乱，1793年以自由为名的法国大革命和随后的反对英国的革命使得法国失去了它最重要的殖民地圣多米尼克（现西伊斯帕尼奥拉岛，即海地），英国的优势更加显现了。在1791年前，不列颠糖产业必须加以保护才能与相对便宜的法国糖竞争。
在1791年之后，不列颠属岛屿出产的糖最多，不列颠人很快成为最大的消费者。西印度糖成为印度茶必备的添加物。据估算，在十八世纪后半叶的工业革命时期，不列颠经济中每12英镑中就有1英镑来自奴隶贸易和西印度种植园的贡献

## 影响
| 年份             | 1750 | 1800 | 1850  | 1900  | 1950  | 1999  |
| ---------------- | ---- | ---- | ----- | ----- | ----- | ----- |
| 世界             | 791  | 978  | 1,262 | 1,650 | 2,521 | 5,978 |
| 非洲             | 106  | 107  | 111   | 133   | 221   | 767   |
| 亚洲             | 502  | 635  | 809   | 947   | 1,402 | 3,634 |
| 欧洲             | 163  | 203  | 276   | 408   | 547   | 729   |
| 拉美及加勒比地区 | 16   | 24   | 38    | 74    | 167   | 511   |
| 北美             | 2    | 7    | 26    | 82    | 172   | 307   |
| 大洋洲           | 2    | 2    | 2     | 6     | 13    | 30    |

| 年份             | 1750 | 1800 | 1850 | 1900 | 1950 | 1999 |
| ---------------- | ---- | ---- | ---- | ---- | ---- | ---- |
| 世界             | 100  | 100  | 100  | 100  | 100  | 100  |
| 非洲             | 13.4 | 10.9 | 8.8  | 8.1  | 8.8  | 12.8 |
| 亚洲             | 63.5 | 64.9 | 64.1 | 57.4 | 55.6 | 60.8 |
| 欧洲             | 20.6 | 20.8 | 21.9 | 24.7 | 21.7 | 12.2 |
| 拉美及加勒比地区 | 2.0  | 2.5  | 3.0  | 4.5  | 6.6  | 8.5  |
| 北美             | 0.3  | 0.7  | 2.1  | 5.0  | 6.8  | 5.1  |
| 大洋洲           | 0.3  | 0.2  | 0.2  | 0.4  | 0.5  | 0.5  |

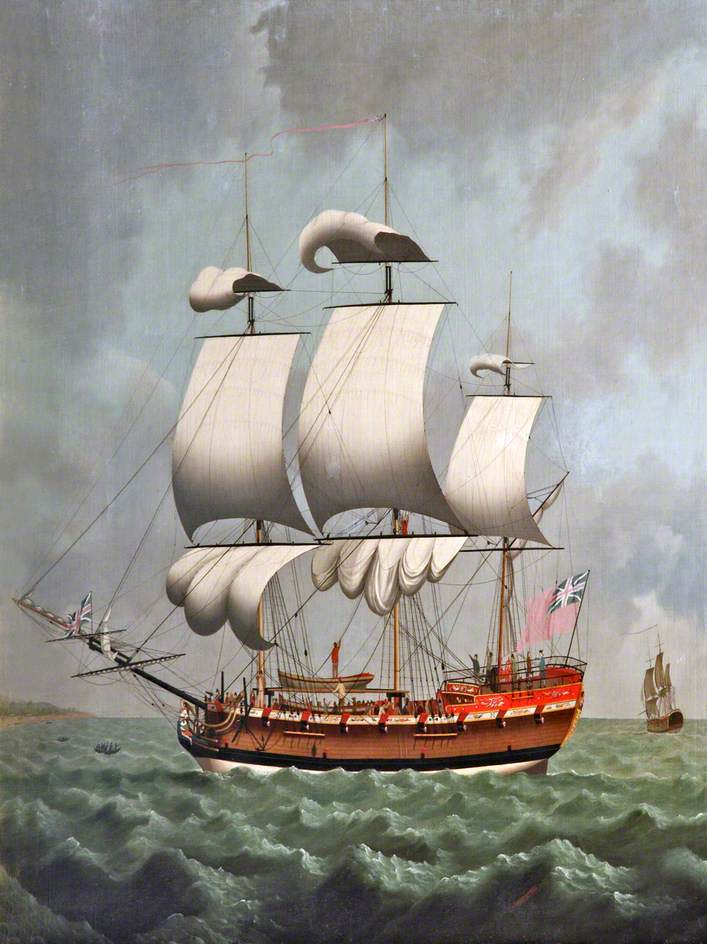
《利物浦的奴隶船》，威廉·杰克逊。默西塞德海事博物馆

历史学家瓦尔特·罗德尼认为奴隶贸易开始于十六世纪，虽然欧洲与非洲在技术上差距甚大，但是这不是本质问题。两个大陆都在使用铁器时代的技术。欧洲最大的优势是造船业。在蓄奴期间，欧洲与美洲人口出现爆炸性增长，而非洲人口增长则停滞不前。罗德尼认为蓄奴所获得的利润为欧洲和美洲的技术进步提供了经济基础。根据艾瑞克·威廉姆斯早些时候的理论，他认为工业革命至少在某些地方从美洲农业那里获益。他引述了各项发明，如詹姆斯·瓦特的蒸汽机，就得到了加勒比种植园主的赞助。
其它历史学家对罗德尼的方法论和精准性大加攻击。约瑟夫·C·米勒认为社会变革与人口增长停止（他对非洲中西部进行了研究）主要是由于内部原因。约瑟夫·印尼柯尔提供了一种新的反事实论点，假设如果跨大西洋黑奴贸易没有出现时，非洲的人口增长会怎样。帕特里克·曼宁认为奴隶贸易没有对非洲人口和社会制度造成重大影响，但是对印尼柯尔忽略其他因素（如饥荒或干旱）加以批评，并对此高度质疑。

### 对西非经济的影响

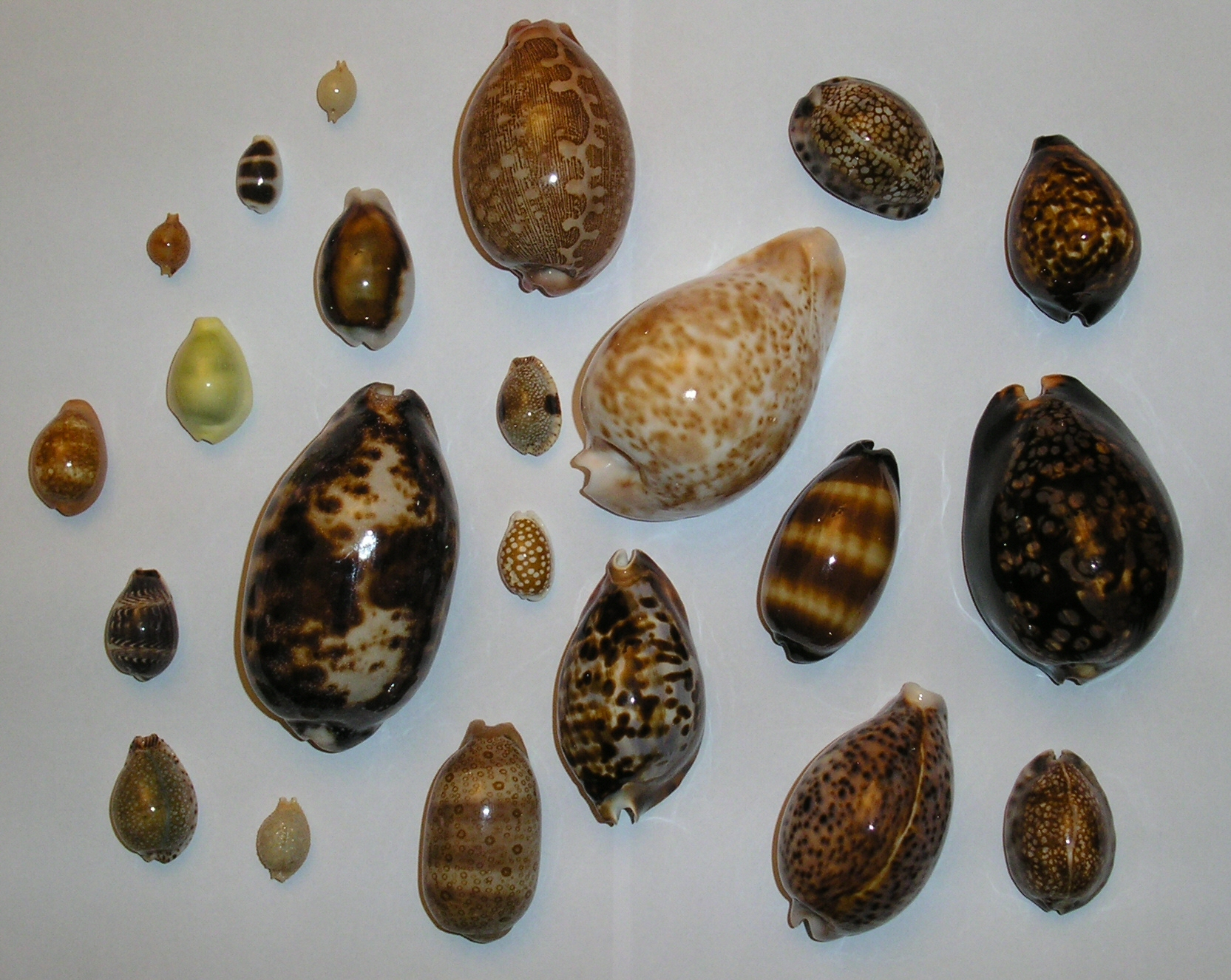
贝壳在贩奴贸易中被当做货币来使用。

没有学者否认奴隶所受到的伤害，但是对非洲社会的贸易则争议颇多，这是由于许多产品被买进了非洲。贩奴贸易的支持者，如阿奇博尔德·大佐认为非洲社会很粗野，贸易对它没什么影响。十九世纪欧洲废奴主义者，特别是戴维·利文斯通博士对此反驳，认为孱弱的地方经济和社会因贸易而备受打击。
虽然奴隶制对非洲经济的负面影响铁证如山，特别是人口锐减的恶果，有的非洲统治者却将自己的臣民卖给欧洲奴隶贩子，从中牟利。除了葡萄牙控制的安哥拉以外，沿海非洲统治者“基本上控制着口岸的出入权力，有能力阻止对其臣民和普通民众的直接奴役。”因此，非洲学者约翰·桑顿称非洲统治者允许黑奴贸易继续下去，是因为他们能与欧洲人的贸易中获利。例如，贝宁王国在1715-1735年间自愿参与黑奴贸易，令荷兰贩子颇为惊诧，感到受宠若惊。虽然许多世纪以来，贝宁都拒绝参与贩奴，但在巨大利益的诱惑面前，它再次敞开大门。这些利益包括军事技术（特别是枪支和火药）、黄金、或是干脆与欧洲国家保持良好关系。贩奴成为一些非洲权贵获得经济利益的手段。历史学家瓦尔特·罗德尼估算，在1770年前后，达荷美国王向欧洲奴隶贩子出售战俘和奴隶，每年可以获得约£250,000。
桑顿和费奇都认为非洲权贵都是黑奴贸易的最终获益人，权衡不参与贸易的损失后，他们决心一搏。在费奇的文章《西非历史中的奴隶制和贩奴贸易》中，他注意到西非人除了出售奴隶以外“... 没有什么可以巩固国家政治、动员经济的有效劳动力。”

### 对不列颠经济的影响
历史学家艾瑞克·威廉姆斯在1944年论道不列颠从殖民地糖园或贩奴贸易中获取暴利，成为支持工业革命的主要财务来源。
在学术界中，这种“威廉姆斯理论”遭到了其它研究人员和历史学家的强烈反对。大卫·理查德总结道贩奴贸易占不列颠国内投资不到1%。经济史学家史坦利·恩格曼发现即便不排除贩奴贸易相关成本（如运输成本、奴隶人口死亡、不列颠人口死亡、防御成本）或利润再投资，在工业革命期间西印度贩奴贸易总利润占不列颠经济不到5%。恩格曼的5%指数不单单将不列颠贩奴贸易相关成本进行列举，而且它假设充分就业，将贩奴毛利润算入不列颠全国收入的贡献当中。在威廉姆斯出书前，历史学家理查德·裴瑞斯在文章中分析从西印度种植园所获利润对工业革命造成的影响，认为对西印度投资为工业带来巨大利润发生在《解放奴隶宣言》之后，而不是之前。
西莫·德雷舍尔和罗伯特·安思提认为贩奴贸易直到叫停时依然有利可图，废奴的主要动力是道德的，而非经济的。他们认为到了十九世纪三十年代，奴隶制依然有利可图，因为农业进步了。西南英格兰地区的城市如布里斯托尔、普利茅斯、埃克塞特和布里德波特都曾作为重要的奴隶贸易中转站和港口，城市经济也因奴隶贸易的蓬勃发展而取得繁荣。西北英格兰地区的城市如利物浦、兰卡斯特和怀特港也同样因奴隶贸易而取得了繁荣发展，其中利物浦更是一跃成为了全国第二大港口。威尔士也同样因奴隶贸易获利，斯旺西成为了全国铜主要生产地。在斯旺西拥有冶炼和精炼厂的实业家与布里斯托尔和利物浦的奴隶主有着密切的联系。他们生产的铜是非洲西海岸和中部海岸市场上必不可少的易货工具。苏格兰同样涉及了奴隶贸易，爱丁堡与格拉斯哥曾作为运送奴隶的中转站，格拉斯哥港与附近的格里诺克都曾作为重要的奴隶贸易港口。爱尔兰也与奴隶贸易有所联系，都柏林与贝尔法斯特曾是奴隶贸易的重要中转站和港口。
卡尔·马克思在他的著作《资本论》中写道：“...将非洲变成商业性黑皮肤狩猎场，标志着资本主义生产方式的到来。”他认为贩奴贸易时所谓的资本的“原始积累”，这种“非资本主义式”的财富积累先于，并为英国的工业革命做了财务铺垫。

### 人口统计学
贩奴贸易对人口的影响颇富争议。

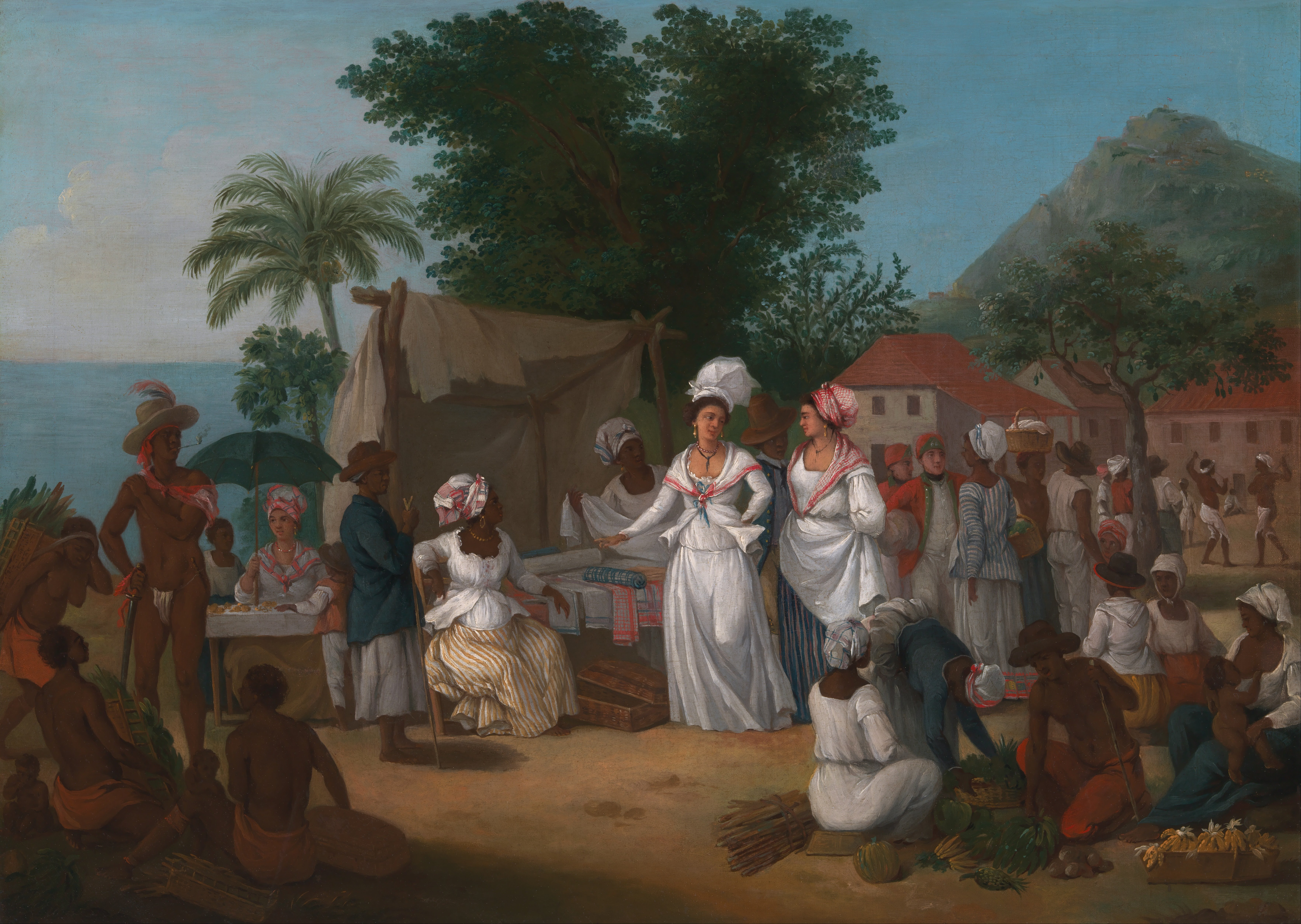
亚麻市场和奴隶，西印度，约1780年

瓦尔特·罗德尼认为人口大量出口是一场灾难，给非洲带来了永久性的打击，导致整片大陆无法摆脱贫困。他指出非洲人口在这一期间没有增长，而同时期的亚欧两洲人口则飞速增长。罗德尼称，经济的其它分支受到打击，大商贩抛弃了传统行业，改行抓奴隶，底层民众则被奴役。
其它人挑战了这一观点。J·D·费奇对大陆整体进行了相关对比。大卫·艾尔提斯对比了这一时期欧洲移民的数量比率。在十九世纪，有超过5000万欧洲人前往美洲，比起非洲人来说高出很多。
其它学者指责罗德尼错误地将非洲与欧洲的贸易归类。他们称非洲人，特别是非洲权贵故意巴结欧洲奴隶贩子，欢迎他们加入早已存在的黑奴贸易。
约瑟夫·E·印尼柯尔认为，地方历史显示这一事件依然毒害着当地人民。他认为非洲当时的经济模型与欧洲的截然不同，无法承受如此大的人口损失。某些区域的人口损失造成了广泛问题。印尼柯尔也注意到当贩奴贸易被废止后，非洲人口立即飞速攀升，甚至没等现代医学到来就有了大幅增长。欧文·阿里克·沙哈达也称贩奴贸易不但造成总人口的锐减，而且对居住方式、流行病、繁衍和社会发展都造成了深远影响。

### 种族主义

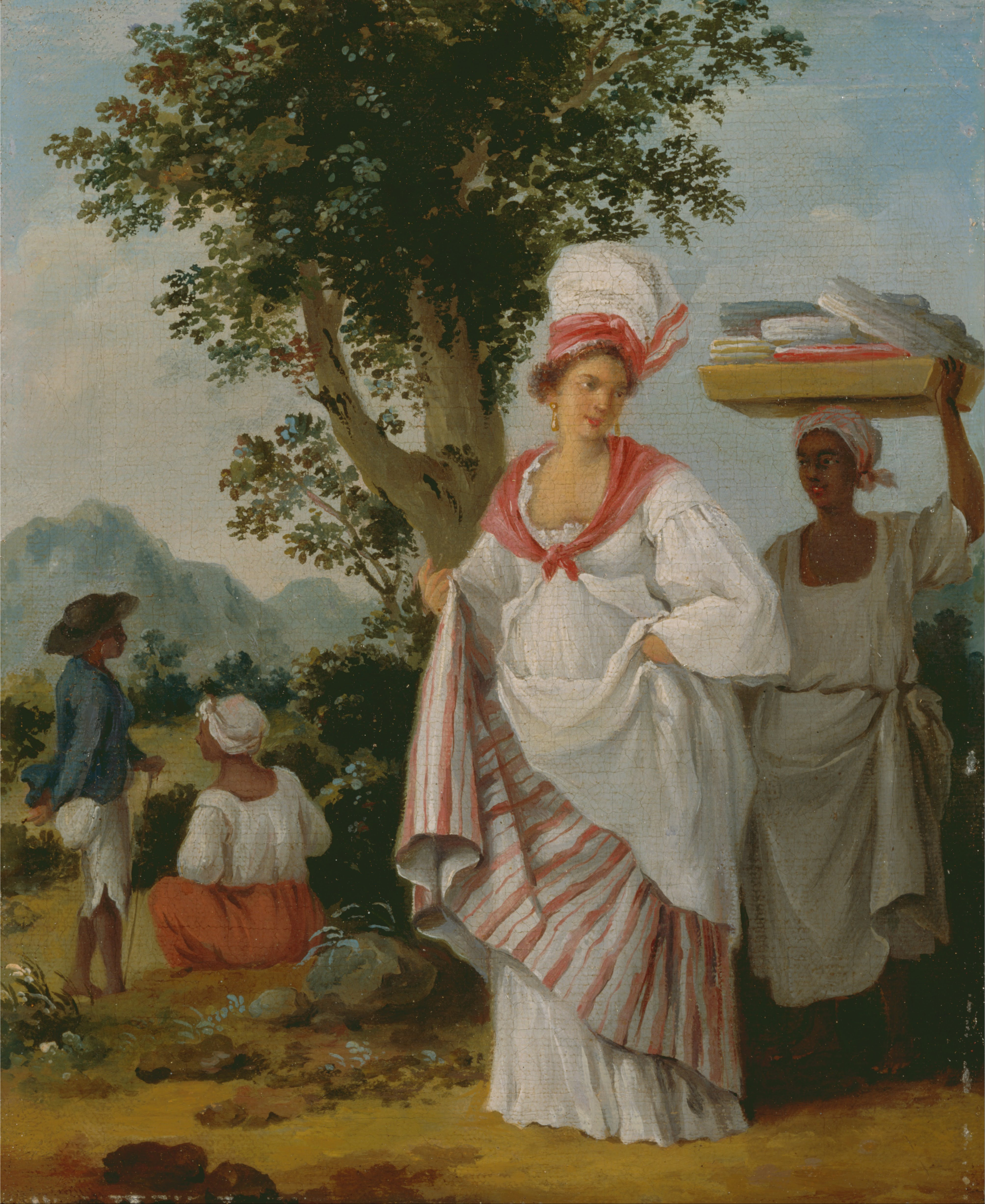
西印度克里奥妇女和她的黑仆，约1780年

毛拉纳·卡伦加博士称奴隶制的结果是“对人类道德最恶魔般的毁灭，包括向世界重新定义非洲人，毒害过去、现在和未来彼此关系，让我们单单从这种刻板印象中知悉，由此毁坏人与人之间的真正关系。”他说这是对文化、语言、宗教和人类的空前破坏。
沃尔特·罗德尼称：“最重要的是美洲奴隶制度最终促成了种族偏见，它最直接的是灭绝了非洲文学和对欧洲内部的联系。新世界奴隶制充分证明种植园社会是现代种族歧视。主人对黑奴的蔑视和恐惧可以用宗教、科学和哲学词汇形容，成为欧洲人甚至是非洲人的固有观点，并代代相传。虽然，种族主义哲学在贩奴贸易前后都有出现，在白人奴役黑人的四个世纪中，形成了种族主义和肤色歧视，不但产生了个人种族主义者，而是种族主义在整个社会泛滥，以至于久而不闻其臭。用生物学支持人类种族多样性从来没有得到充分论证，科学家和普通人相同的意见植根于现实，欧洲人已经成功地将非洲人贬低为畜生等级了。”
沃尔特·罗德尼称：“在鼓励种族偏见和意识形态上，有多种角度来细细看待奴隶制所扮演的角色，特别是在美国。简单的事实是，若是不编造高人一等的套子出来，没有人可以奴役他人四个世纪，当人们的肤色和其它特征截然不同时，偏见不可避免地推出了种族主义的形式。”
艾力克·威廉姆斯指出，“总把种族扭曲归结于经济现象。奴隶制度不是因种族主义而生，相反，种族主义是奴隶制度的结果。”

## 结束

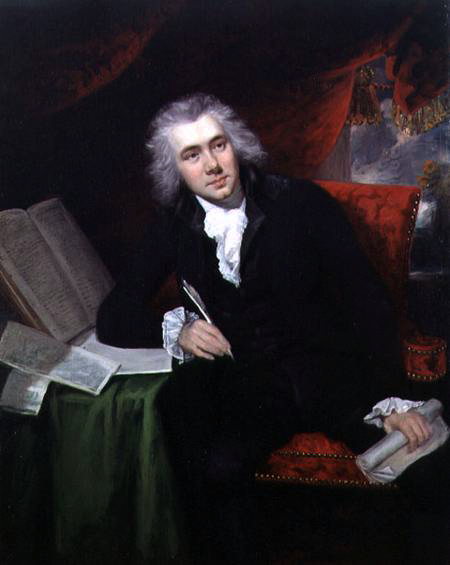
政治家、慈善家威廉·威尔伯福斯 （1759–1833年）成为废奴运动的领袖。

在英国、美国、葡萄牙和欧洲的其它一些地区，对奴隶贩卖的反对态度逐渐蔓延。戴维斯指出，废奴主义者认为停止奴隶进口将会自动导致奴隶制度的改善和逐渐废除。奴隶贸易的反对派是由宗教教友会（贵格会）和像威廉·威尔伯福斯一样的福音派领导的。许多人参加了反对奴隶贸易的运动，他们对奴隶贸易进行抗议， 但是他们受到殖民股份拥有者的反对。在1772年曼斯菲尔德爵士的裁判之后，奴隶们可以自由地进入不列颠群岛。1778年，在托马斯·杰弗逊的率领下，新维吉尼亚州成为禁止奴隶进口买卖的第一个州和最早的司法管辖区之一。该州规定：贸易商将奴隶从州外或海外带入贩卖是犯罪行为；允许其它州的移民带着他们自己的奴隶。这条法律的通过解放了所有被非法引入的奴隶并对违反者实施重罚。曾经奴隶贸易十分活跃的丹麦在1792年成为第一个通过立法禁止奴隶贸易的国家，该立法于1803年生效。英国在1807年禁止了奴隶贸易，在英国的船上发现任何一个奴隶都将实施重罚（参见1807年《奴隶贸易法案》）。当时控制了世界海洋的皇家海军也行动起来阻止其它国家进行奴隶贸易，并宣称奴役行为等同于海盗行为应该判处死刑。美国国会于1794年通过了《奴隶贸易法案》，该法案禁止在美国制造和供应用于奴隶贸易的船只。1807年，美国国会宣布从1808年1月1日开始进口奴隶是违法的，该日期是美国宪法对这样的禁令所允许的最早的日期。
1787年10月28日星期天，威廉·威尔伯福斯在他的日记中写道：“全能的上帝给我设立了两大目标，抵制奴隶贸易和革新社会。”在他的余生里，威廉·威尔伯福斯作为英国议会的议员献身于反对奴隶贸易的行动并为在整个不列颠帝国废除奴隶制度而努力工作。1807年2月22日，在他开始从事改革运动二十年之后和英法战争的中期，威尔伯福斯和他团队的努力得到了胜利的回报。283票赞成16票反对，废除大西洋奴隶贸易的请求在下议院以压倒性的优势得到了通过。 美国于同年废止了奴隶贸易，但是没有废止国内奴隶贸易。直到19世纪60年代，国内奴隶贸易是美国奴隶制的主要特征。1805年英国枢密令限制了将奴隶进口到从法国和荷兰夺得的殖民地。英国继续给其它国家施加压力使其停止奴隶贸易。1810年，英葡条约签署，依条约葡萄牙同意限制到它殖民地的奴隶贸易。1813年，根据英瑞条约瑞典将奴隶贸易非法化。1814年，巴黎和约签订，法国认同英国奴隶贸易“与自然正义法则为敌”的观点并同意在五年内废止奴隶贸易。1814年，依英荷条约荷兰将奴隶贸易非法化。

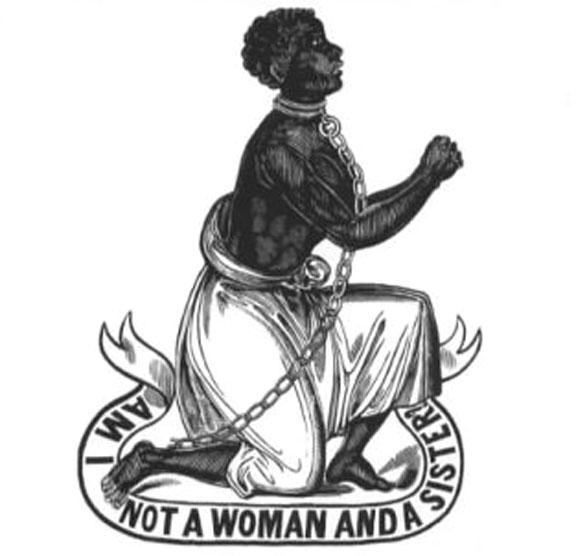
《我难道就不是一位妇女、一位姐妹吗？》废奴浮雕、十八世纪末

1815年欧洲进入和平时期，英国也保证了它在海上的霸权，皇家海军重新将注意力集中到反对奴隶贸易的挑战上并在1808年组建了西非舰队。该舰队被称为“预防舰队”，在接下来的50年中一直与奴隶商人作斗争。到19世纪50年代该舰队共拥有25艘船和2000名官兵，并得到了弱小的美国海军一些舰船和将近1000名“克鲁人”——被雇佣为海员的来自现利比里亚海岸经验丰富的渔民——的支持。在西非舰队服役是一项费力不讨好并且难以应付的工作。这项工作充满了危险并且对参与船员的健康造成不断的威胁。船员与瘟疫横行的沼泽地和激烈残酷的遭遇战作斗争，死亡率达到每1000人有55人死亡，而在地中海或家乡海域的舰队只有10人死亡。在1807年和1860年之间，皇家海军舰队共抓获约1600艘参与奴隶贸易的船只，释放了150000名在这些船上的非洲人。每年会有几百个的奴隶被海军运往英国在塞拉利昂的殖民地，在那里他们被当作“学徒”为殖民地经济服务，直到1833年《废除奴隶制法案》颁布。对于那些拒绝接受英国条约将奴隶贸易非法化的非洲领导人，英国也采取了行动，比如反对“拉各斯篡权国王”（1851年废黜）的行动。英国同50余个非洲统治者签署了反对奴隶制条约。

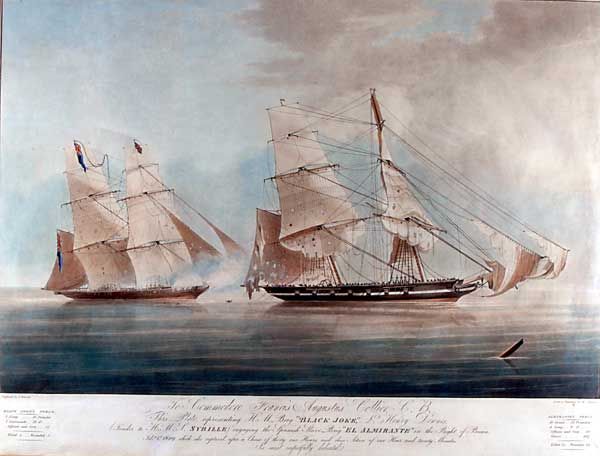
皇家海军西非舰队捕获奴隶船HMS黑色幽默号，释放了466个奴隶，十九世纪。

最后一艘有记录的登陆美国领土的奴隶船是克洛蒂尔德号，它于1859年非法将一些非洲人偷运到阿拉巴马州莫比尔镇。船上的非洲人被卖作奴隶，然而五年以后随着1865年美国内战的结束奴隶制就被废除了。该次航行的最后一个幸存者是库迪乔·路易斯，他于1935年去世。最后一个禁止大西洋奴隶贸易的国家是巴西，是在1831年。然而，直到19世纪60年代，将大量被奴役的人运往巴西和古巴的非法贸易活动仍然较为猖獗，英国的强制执行和进一步的外交手段最终为大西洋奴隶贸易画上了句号。
历史学家瓦尔特·罗德尼主张：正是由于三角贸易利益率的降低使得欧洲一些国家从决策层面上宣称某些基本人權成为可能，其中英国是最重要的国家因为它是整个大西洋海域接收非洲俘虏最多的国家。罗德尼指出，欧洲和美洲国家生产力、技术和交易方式的改变促使英国在1807年做出决定停止参与奴隶贸易。

## 遗产

### 非洲后裔

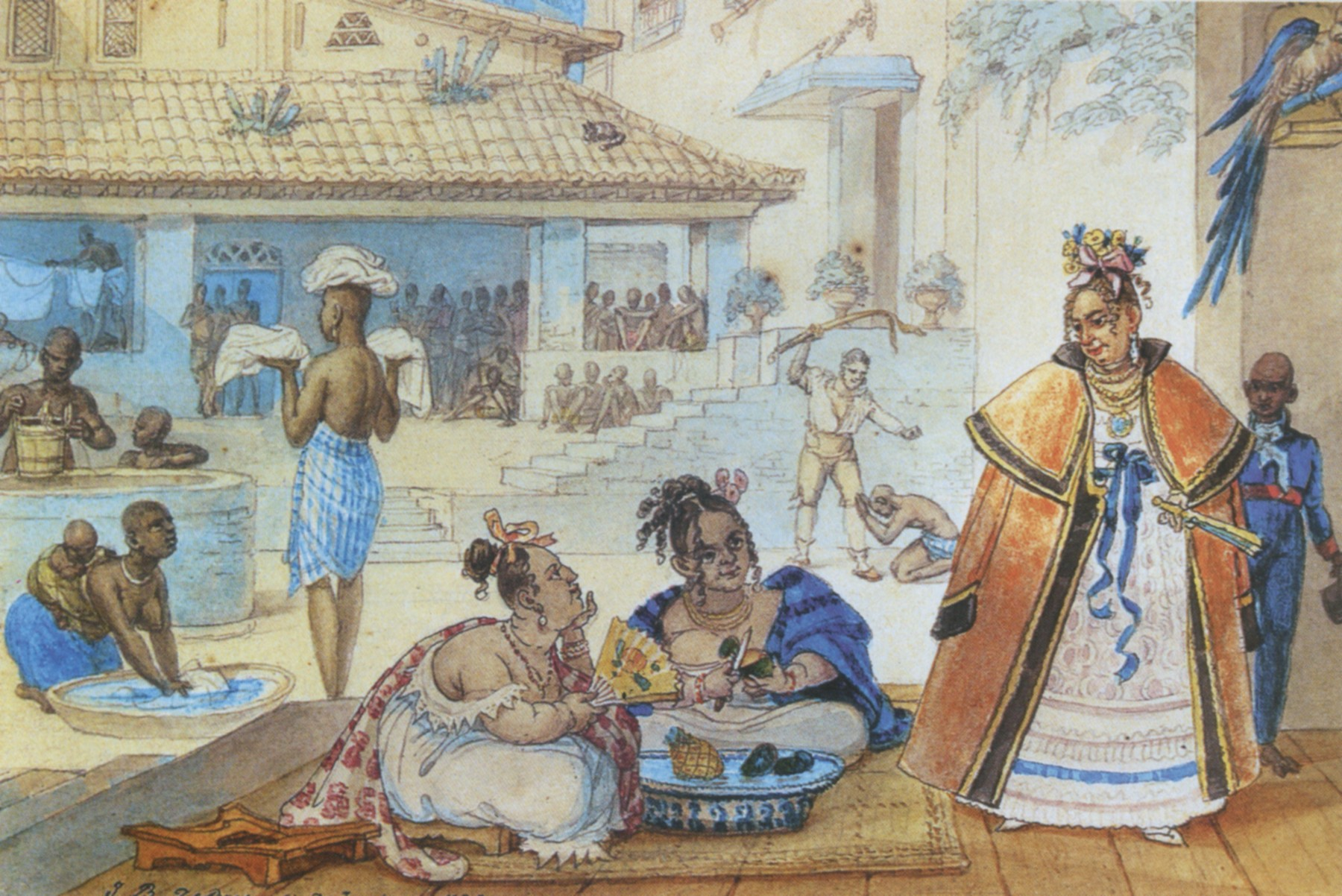
巴西家奴，让-巴普蒂斯特·迪布里特绘制，c. 1820年

非洲后裔受奴隶制的影响进入了美洲历史和文化。在美国，亚历克斯·哈利于1976年出版了著作《根：一个美国家庭的传奇》，随后故事被改编为电视剧，ABC电台在1977年放映，在非裔中引起了强烈反响。其中的一个影响是使得许多非裔美国人前往西非寻根。受此影响，相应的旅游业开始增长。其中一个例子是赞比亚的年度寻根节，后者是为欢迎非裔美国人返乡而设立的仪式。然而，非裔美国人和非洲当局就如何展示历史遗址的问题上产生了争议，前者批评后者并非真心诚意地举办活动，而是借此机会捞钱获利罢了。

### “重返非洲”
1816年，一群富有的欧美人士，包括废奴主义者和种族隔离主义者，建立起了美国殖民协会，希望将美国黑人遣返回西非。1820年，他们将第一艘船送往利比里亚，并在十年中将约2000名非裔美国人送到那里。这种重新安置持续到了十九世纪中后期，并在1877年美国重建时期时导致南方州郡种族关系恶化。

### 拉斯塔法里运动
拉斯塔法里运动源自牙买加，当地98%的人口都是跨大西洋黑奴贸易的受害者，他们尽最大努力对奴隶制进行揭批，特别是通过雷鬼音乐的形式，以确保这段历史不会被忘记。

### 道歉

#### 贝宁
1999年，贝宁（前为达荷美王国）总统马蒂厄·克雷库为非洲人在大西洋奴隶贸易中扮演的角色发表国家道歉。贝宁环境和住房部长吕克·纳卡加称，“奴隸貿易是一種恥辱，我們為此而悔改”。研究人员估计约有300万奴隶被从与贝宁湾接壤的奴隸海岸贩卖至其他地区。

#### 丹麦
丹麦曾在加纳建立了延续200多年的殖民地，每年贩运的奴隶多达4000人。
1992年，丹麦外交部长，乌夫·埃勒曼-延森公开宣布：“我理解西印度群岛的居民为什么会庆祝他们成为美国一部分的纪念日，但对丹麦人和丹麦来说，这一天是黑暗的一章。我们在这250年里剥削了我们贩向西印度群岛的奴隶，在他们身上赚了不少钱，但当我们不得不支付工资时，我们却把奴隶卖了抵付工资，而这甚至没有问过西印度群岛的本地人（……），这真的不是一件体面的事情。我们至少可以举行一次公投，问问人们他们想去哪个国家。但我们实际上只是让他们不停失望”:69。

#### 法国
2006年1月30日，时任法国总统的雅克·希拉克称，从2006年起，每年的5月10日为法国奴隶制受害者的全国纪念日，以纪念2001年法国通过法律认定奴隶制为危害人类罪之日。

#### 加纳
加纳总统傑瑞·羅林斯曾就加纳涉入奴隶贸易一事发表致歉。

## 脚注
1. ↑  Klein, Herbert S. and Jacob Klein. The Atlantic Slave Trade. Cambridge University Press, 1999. pp. 103–139.
2. ↑  Ronald Segal, The Black Diaspora: Five Centuries of the Black Experience Outside Africa (New York: Farrar, Straus and Giroux, 1995), ISBN 0-374-11396-3, page 4. "It is now estimated that 11,863,000 slaves were shipped across the Atlantic. [Note in original: Paul E. Lovejoy, "The Impact of the Atlantic Slave Trade on Africa: A Review of the Literature", in Journal of African History 30 (1989), p. 368.]"
3. ↑  Eltis, David and Richardson, David. The Numbers Game. In: Northrup, David: The Atlantic Slave Trade, 2nd edition, Houghton Mifflin Co., 2002. p. 95.
4. ↑  Basil Davidson. The African Slave Trade.
5. ↑   [非洲人大屠杀有多少]. 非洲人大屠杀协会 African Holocaust Society.   [2007-01-04]. （原始内容存档于2017-05-05）. If 12-15 million Africans arrived in the New World. Over 10 million died as direct consequences of the Atlantic slave trade alone. But no one knows the exact number. An often-neglected study within history is the value of population demographics as a function of time. 30 million people 500 years ago is not equivalent to 30 million people today because 30 million as a percentage of the world population represented 500 years ago is far greater than what it represents today.
6. ↑  [在黑奴贩子的历史:阿拉伯人最凶残,黑人最贪婪 http://history.news.163.com/08/1105/19/4Q0R4MTH00011248.html （页面存档备份，存于）]
7. ↑  . National Museums Liverpool.   [2021-08-28]. （原始内容存档于2021-08-28） （英语）.
8. ↑  Thomas, Hugh. . . London: Picador. 1997. ISBN 0-330-35437-X. OCLC 38191484.
9. ↑  Pierard, Richard V. . History: Reviews of New Books. 1976-08, 4 (9): 199–199. ISSN 0361-2759. doi:10.1080/03612759.1976.9945517.
10. ↑   V. July–December 1854  [2 July 2014]. （原始内容The+slave+trade+is+the+ruling+principle+of+my+people.&hl=en&sa=X&ei=Mgm0U5yTDZCe7AaGwIDwDA&ved=0CCEQ6AEwAA#v=onepage&q&f=false 存档于2021-08-28）.
11. 1 2 3  Historical survey > Slave societies （页面存档备份，存于） Britannica.
12. ↑  Ferro, Mark (1997). Colonization: A Global History. Routledge, p. 221, ISBN 978-0-415-14007-2.
13. ↑  Adu Boahen, Topics In West African History, p. 110.
14. ↑  Kwaku Person-Lynn, African Involvement In Atlantic Slave Trade. （页面存档备份，存于）
15. 1 2 3  "Slave trade: a root of contemporary African Crisis" （页面存档备份，存于）, Africa Economic Analysis 2000
16. ↑  Elikia M’bokolo, "The impact of the slave trade on Africa", Le Monde diplomatique, 2 April 1998. （页面存档备份，存于）
17. 1 2  Thornton, p. 112.
18. 1 2 3  Thornton, p. 310.
19. ↑  Slave Trade Debates 1806, Colonial History Series, Dawsons of Pall Mall, London 1968, pp. 203-204.
20. 1 2  Thornton, p. 45.
21. 1 2  Thornton, p. 94.
22. ↑  . The World Factbook (Central Intelligence Agency). 2023-10-18  [2023-10-22]. （原始内容存档于2018-12-31） （英语）.
23. ↑  Thornton 1998, p. 35.
24. ↑  Thornton 1998, pp. 40–41.
25. ↑  Thornton 1998, p. 33.
26. ↑  Anstey, Roger: The Atlantic Slave Trade and British abolition, 1760–1810. London: Macmillan, 1975, p. 5.
27. ↑  P. C. Emmer, The Dutch in the Atlantic Economy, 1580–1880. Trade, Slavery and Emancipation (1998), p. 17.
28. ↑  Klein 2010)
29. ↑  Keith Bradley, Paul Cartledge. . Cambridge University Press. 2011: 583. ISBN 0-521-84066-X.
30. ↑  Hair & Law 1998，第257頁.
31. ↑  Christopher 2006，第6頁.
32. ↑  .   [2014-10-01]. （原始内容存档于2009-10-31）.
33. ↑  Solow, Barbara (ed.). Slavery and the Rise of the Atlantic System, Cambridge: Cambridge University Press, 1991.
34. ↑  Notes on the State of Virginia Query 18
35. 1 2
36. ↑  .   [2014-10-04]. （原始内容存档于2014-10-14）.
37. ↑  . "Hakim Adi".   [2014-10-04]. （原始内容存档于2021-01-26）.
38. ↑  Kitchin, Thomas. . London: R. Baldwin. 1778: 21  [2014-10-04]. （原始内容存档于2020-07-16）.
39. ↑  Thornton, p. 304.
40. ↑  Thornton, p. 305.
41. ↑  Thornton, p. 311.
42. ↑  Thornton, p. 122.
43. ↑  Howard Winant (2001), The World is a Ghetto: Race and Democracy Since World War II, Basic Books, p. 58.
44. ↑  Catherine Lowe Besteman, Unraveling Somalia: Race, Class, and the Legacy of Slavery (University of Pennsylvania Press: 1999), pp. 83–84.
45. ↑  Kevin Shillington, ed. (2005), Encyclopedia of African History, CRC Press, vol. 1, pp. 333–34; Nicolas Argenti (2007), The Intestines of the State: Youth, Violence and Belated Histories in the Cameroon Grassfields, University of Chicago Press, p. 42.
46. ↑  .   [2014-09-25]. （原始内容存档于2010-12-23）.
47. ↑  Mungo Park, Travels in the Interior of Africa v. II, Chapter XXII - War and Slavery. （页面存档备份，存于）
48. ↑  .   [2014-09-25]. （原始内容存档于2010-07-22）.
49. ↑  Lovejoy, Paul E. Transformations in Slavery. Cambridge University Press, 2000.
50. ↑  Midlo Hall, Gwendolyn. . University of North Carolina Press. 2007: [页码请求]  [2011-01-24]. ISBN 978-0-8078-5862-2. （原始内容存档于2017-01-18）.
51. ↑  Quick guide: The slave trade; Who were the slaves? （页面存档备份，存于） BBC News
52. 1 2  Stannard, David. American Holocaust. Oxford University Press, 1993
53. ↑  Patrick Manning, "The Slave Trade: The Formal Dermographics of a Global System" in Joseph E. Inikori and Stanley L. Engerman eds., The Atlantic Slave Trade: Effects on Economies, Societies and Peoples in Africa, the Americas, and Europe (Duke U.P. 1992), pp. 117-44, online at pp. 119-20. （页面存档备份，存于）
54. ↑  . African Holocaust Society.   [2005-01-04]. （原始内容存档于2017-05-05）.
55. ↑  Gomez, Michael A. Exchanging Our Country Marks. Chapel Hill, 1998
56. ↑  Thornton, John. Africa and Africans in the Making of the Atlantic World, 1400–1800, Cambridge University Press, 1998.
57. ↑  Stride, G. T., and C. Ifeka. Peoples and Empires of West Africa: West Africa in History 1000–1800. Nelson, 1986.
58. ↑  Hochschild, Adam. . Houghton Mifflin Books. 1998. ISBN 0-618-00190-5.
59. ↑  Winthrop, reading by John Thornton, "African Political Ethics and the Slave Trade" （页面存档备份，存于）, Millersville College
60. ↑  Museum Theme: The Kingdom of Dahomey （页面存档备份，存于）, Musee Ouidah
61. ↑  Dahomey (historical kingdom, Africa) （页面存档备份，存于）, Encyclopedia Britannica
62. ↑  "Benin seeks forgiveness for role in slave trade" （页面存档备份，存于）, Final Call, 8 October 2002
63. ↑  .   [2014-10-08]. （原始内容存档于2011-12-01）.
64. ↑  The Story of Africa （页面存档备份，存于）, BBC
65. ↑   V. July–December 1854  [2 July 2014]. （原始内容存档于2014-10-24）.
66. ↑  African Slave Owners （页面存档备份，存于）, BBC
67. ↑  . 目击历史/EyeWitness to History.   [2012-03-28]. （原始内容存档于2020-11-05）. ...The height sometimes between decks was only eighteen inches, ...“……甲板间距有时候只有十八英寸，……”，Aboard a Slave Ship, 1829 （页面存档备份，存于）
68. ↑  .   [2014-10-09]. （原始内容存档于2011-04-25）.
69. ↑  .   [2014-10-09]. （原始内容存档于2006-10-03）.
70. ↑  . International Slavery Museum.   [7 July 2014]. （原始内容存档于2018-06-19）.
71. ↑  Elkins, Stanley: Slavery. New York: Universal Library, 1963, p. 48.
72. ↑  Rawley, James: London, Metropolis of the Slave Trade, 2003.
73. 1 2  Anstey, Roger: The Atlantic Slave Trade and British Abolition, 1760–1810. London: Macmillan, 1975.
74. ↑  "Slave-grown cotton in greater Manchester" （页面存档备份，存于）, Revealing Histories
75. ↑  Wynter, Sylvia (1984a). "New Seville and the Conversion Experience of Bartolomé de Las Casas: Part One"". Jamaica Journal 17 (2): 25-32.
76. ↑  Dauenhauer, Nora Marks; Richard Dauenhauer; Lydia T. Black. . Seattle: University of Washington Press. 2008: XXVI. ISBN 978-0-295-98601-2.
77. ↑  Stephen D. Behrendt, David Richardson, and David Eltis, W. E. B. Du Bois Institute for African and African-American Research, Harvard University. Based on "records for 27,233 voyages that set out to obtain slaves for the Americas". Stephen Behrendt. . . New York: Basic Civitas Books. 1999. ISBN 0-465-00071-1.
78. ↑  Philip D. Curtin, The Atlantic Slave Trade, 1972, p. 88.
79. ↑  Daudin 2004
80. ↑  .   [2014-09-27]. （原始内容存档于2009-05-14）.
81. ↑  .   [2014-09-27]. （原始内容存档于2012-05-13）.
82. ↑   (PDF).   [2012-03-28]. （原始内容存档 (PDF)于2016-01-01）.
83. ↑  Walter Rodney, How Europe Underdeveloped Africa. ISBN 0950154644
84. ↑  Manning, Patrick: "Contours of Slavery and Social change in Africa". In: Northrup, David (ed.): The Atlantic Slave Trade. D.C. Heath & Company, 1994, pp. 148–160.
85. 1 2  Thornton, John. A Cultural History of the Atlantic World 1250-1820. 2012, p. 64.
86. 1 2  Fage, J. D. "Slavery and the Slave Trade in the Context of West African History", The Journal of African History, Vol. 10. No 3, 1969, p. 400.
87. ↑  Eric Williams, Capitalism & Slavery (University of North Carolina Press, 1944), pp. 98–107, 169–177,
88. ↑  David Richardson, "The British Empire and the Atlantic Slave Trade, 1660-1807," in P. J. Marshall, ed. The Oxford History of the British Empire: Volume II: The Eighteenth Century (1998), pp. 440-64.
89. 1 2  Stanley L. Engerman. . JSTOR 3113341.
90. ↑  Richard Pares. . JSTOR 2590147.
91. ↑  J.R. Ward, "The British West Indies in the Age of Abolition," in P. J. Marshall, ed. The Oxford History of the British Empire: Volume II: The Eighteenth Century (1998), pp. 415-39.
92. ↑  . www.liverpoolmuseums.org.uk.   [2022-07-25]. （原始内容存档于2022-08-15）.
93. ↑  . www.tandfonline.com.   [2022-07-25]. （原始内容存档于2022-07-27）.
94. ↑  . www.open.edu.   [2022-07-25]. （原始内容存档于2022-07-27）.
95. ↑  . www.swanseamuseum.co.uk.   [2022-07-26]. （原始内容存档于2022-01-29）.
96. ↑  . www.nrscotland.gov.uk.   [2022-07-26]. （原始内容存档于2022-07-13）.
97. ↑  . www.glasgowlive.co.uk.
98. ↑  . www.historyireland.com.   [2022-07-26]. （原始内容存档于2022-09-09）.
99. ↑  . www.dublincity.ie.   [2022-07-26]. （原始内容存档于2022-06-04）.
100. ↑  Marx, Karl. . Karl Marx: Capital Volume One.   [21 February 2014]. （原始内容存档于2020-03-19）. the turning of Africa into a warren for the commercial hunting of black-skins, signalised the rosy dawn of the era of capitalist production. These idyllic proceedings are the chief momenta of primitive accumulation.
101. ↑  Rodney, Walter. How Europe Underdeveloped Africa, London: Bogle-L'Ouverture Publications, 1972.
102. ↑  David Eltis, Economic Growth and the Ending of the Transatlantic Slave Trade.
103. ↑  Thornton, John. Africa and Africans in the Making of the Atlantic World, 1400-1800. Cambridge University Press, 1992.
104. ↑  Joseph E. Inikori, "Ideology versus the Tyranny of Paradigm: Historians and the Impact of the Atlantic Slave Trade on African Societies", African Economic History, 1994.
105. ↑  . "Owen 'Alik Shahadah".   [2014-10-10]. （原始内容存档于2020-02-19）.
106. ↑  . "Ron Karenga".   [2014-09-25]. （原始内容存档于2013-01-16）.
107. ↑  Williams, Eric. . 1994: 7 [1944].
108. ↑  David Brion Davis, The Problem of Slavery in the Age of Revolution: 1770–1823 (1975), p. 129.
109. ↑  Library of Society of Friends Subject Guide: Abolition of the Slave Trade
110. 1 2 3  Paul E. Lovejoy (2000). Transformations in Slavery: a history of slavery in Africa, Cambridge University Press, p. 290.
111. ↑  John E. Selby and Don Higginbotham, The Revolution in Virginia, 1775–1783 (2007), p. 158
112. ↑  Erik S. Root, All Honor to Jefferson?: The Virginia Slavery Debates and the Positive Good Thesis (2008), p. 19.
113. ↑  .   [2014-10-11]. （原始内容存档于2021-02-07）.
114. ↑  Marcyliena H. Morgan (2002). Language, Discourse and Power in African American Culture （页面存档备份，存于）, Cambridge University Press, 2002, p. 20.
115. ↑  .   [2014-10-11]. （原始内容存档于2009-04-05）.
116. ↑  Jo Loosemore, "Sailing against slavery". （页面存档备份，存于） BBC.
117. ↑  .   [2014-10-11]. （原始内容存档于2013-07-10）.
118. ↑  .   [2014-10-11]. （原始内容存档于2010-06-10）.
119. ↑  .   [2008-02-09]. （原始内容存档于2017-04-08）.
120. ↑  .   [2014-10-11]. （原始内容存档于2017-05-25）.
121. ↑  Diouf, Sylvianne. . Oxford University Press. 2007  [2014-10-11]. ISBN 0-19-531104-3. （原始内容存档于2022-03-28）.
122. ↑  .   [2014-10-12]. （原始内容存档于2021-02-27）.
123. ↑  Handley 2006, pp. 21–23.
124. ↑  Handley 2006, pp. 23–25.
125. ↑  Osei-Tutu 2006.
126. ↑  Handley 2006, p. 21.
127. ↑  .   [2014-10-10]. （原始内容存档于2020-11-23）.
128. 1 2  "Ending the Slavery Blame-Game" （页面存档备份，存于）, The New York Times, 2010-04-22.
129. 1 2  "Benin Officials Apologize For Role In U.S. Slave Trade" （页面存档备份，存于）. Chicago Tribune, 2000-05-01.
130. ↑  Andrews, Kehinde. . London: Allen Lane. 2021: 98. ISBN 978-0241437445.
131. ↑  Andersen, Astrid Nonbo. . International Journal of Politics, Culture, and Society. 2013, 26 (1): 57–76. JSTOR 42636435. S2CID 189952970. doi:10.1007/s10767-013-9133-z.
132. ↑  "Chirac names slavery memorial day" （页面存档备份，存于）. BBC News, 2006-01-30. 于2009-07-22访问.

### 文献
学术著作
- Austen, Ralph. . London: James Currey. 1987. ISBN 978-0-85255-009-0.
- Christopher, Emma. . Cambridge: Cambridge University Press. 2006. ISBN 0-521-67966-4.
- Chaunu, Pierre. . Paris. 1969.
- Hair, P. E. H.; Law, Robin. . . Oxford: Oxford University Press. 1998. ISBN 978-0-198-20562-3.
- Rodney, Walter. . London: Bogle L'Ouverture. 1972. ISBN 978-0-9501546-4-0.
- Thornton, John.  2nd. New York: Cambridge University Press. 1998. ISBN 978-0-521-62217-2.

学术文献
- Handley, Fiona J.L. . African Re-Genesis: Confronting Social Issues in the Diaspora (London: UCL Press). 2006: 20–31.
- Osei-Tutu, Brempong. . African Re-Genesis: Confronting Social Issues in the Diaspora (London: UCL Press). 2006: 09–19.

- Revealing Histories, Remembering Slavery. （页面存档备份，存于）

非学术资料

## 更多阅读
- Anstey, Roger： The Atlantic Slave Trade and British Abolition, 1760–1810. London： Macmillan, 1975. ISBN 0-333-14846-0.
- Blackburn, Robin. . London & New York: Verso. 2011. ISBN 978-1-84467-569-2.
- Cheney, Glenn Alan, Quilombo dos Palmares： Brazil's Lost Nation of Fugitive Slaves, Hanover, CT：New London Librarium, 2014. ISBN 978-0-9905899-0-7
- Clarke, Dr. John Henrik： Christopher Columbus and the Afrikan Holocaust： Slavery and the Rise of European Capitalism. Brooklyn, N.Y.： A & B Books, 1992. ISBN 1-881316-14-9.
- Curtin, Philip D： Atlantic Slave Trade. University of Wisconsin Press, 1969.
- Daudin, Guillaume： "Profitability of slave and long distance trading in context： the case of eighteenth century France", Journal of Economic History, 2004.
- Diop, Er. Cheikh Anta： Precolonial Black Africa： A Comparative Study of the Political and Social Systems of Europe and Black Africa. Harold J. Salemson, trans. Westport, Conn.： L. Hill, 1987. ISBN 0-88208-187-X, ISBN 0-88208-188-8.
- Doortmont, Michel R.; Jinna Smit. . Leiden: Brill. 2007. ISBN 978-90-04-15850-4.
- Drescher, Seymour： From Slavery to Freedom： Comparative Studies in the Rise and Fall of Atlantic Slavery. London： Macmillan Press, 1999. ISBN 0-333-73748-2.
- Emmer, Pieter C.： The Dutch in the Atlantic Economy, 1580–1880. Trade, Slavery and Emancipation. Variorum Collected Studies Series CS614. Aldershot [u.a.]： Variorum, 1998. ISBN 0-86078-697-8.
- Gleeson, David T. and Simon Lewis. eds. Ambiguous Anniversary： The Bicentennial of the International Slave Trade Bans （University of South Carolina Press; 2012） 207 pp.
- Gomez, Michael Angelo： Exchanging Our Country Marks （The Transformation of African Identities in the Colonial and AnteBellum South）. Chapel Hill, N.C.： The University of North Carolina Press, 1998. ISBN 0-8078-4694-5.
- Hall, Gwendolyn Midlo： Slavery and African Ethnicities in the Americas： Restoring the Links. Chapel Hill, N.C.： The University of North Carolina Press, 2006. ISBN 0-8078-2973-0.
- Horne, Gerald： The Deepest South： The United States, Brazil, and the African Slave Trade. New York, NY： New York Univ. Press, 2007. ISBN 978-0-8147-3688-3, ISBN 978-0-8147-3689-0.
- Inikori, Joseph E.,  and Stanley L. Engerman eds. . Duke UP. 1992  [2014-09-24]. （原始内容存档于2020-10-05）.
- James, E. Wyn： "Welsh Ballads and American Slavery", Welsh Journal of Religious History, 2 （2007）, pp. 59–86. ISSN 0967-3938.
- Klein, Herbert S.： The Atlantic Slave Trade （2nd ed. 2010）
- Lindsay, Lisa A. "Captives as Commodities： The Transatlantic Slave Trade". Prentice Hall, 2008. ISBN 978-0-13-194215-8
- McMillin, James A. The final victims： foreign slave trade to North America, 1783–1810. （Includes database on CD-ROM） ISBN 978-1-57003-546-3
- Meltzer, Milton： Slavery： A World History. New York： Da Capo Press, 1993. ISBN 0-306-80536-7.
- Northrup, David： The Atlantic Slave Trade （3rd ed. 2010）
- Rediker, Marcus. . New York, NY: Viking Press. 2007  [2014-09-24]. ISBN 978-0-670-01823-9. （原始内容存档于2012-03-31）.
- Rodney, Walter： How Europe Underdeveloped Africa. Washington, D.C.： Howard University Press; Revised edn, 1981. ISBN 0-88258-096-5.
- Rodriguez, Junius P., ed. Encyclopedia of Emancipation and Abolition in the Transatlantic World. Armonk, N.Y.： M.E. Sharpe, 2007. ISBN 978-0-7656-1257-1.
- Solow, Barbara （ed.）. Slavery and the Rise of the Atlantic System. Cambridge： Cambridge University Press, 1991. ISBN 0-521-40090-2.
- Thomas, Hugh： The Slave Trade： The History of the Atlantic Slave Trade 1440–1870. London： Picador, 1997. ISBN 0-330-35437-X.; comprehensive history
- Thornton, John： Africa and Africans in the Making of the Atlantic World, 1400–1800, 2nd edn. Cambridge University Press, 1998. ISBN 0-521-62217-4, ISBN 0-521-62724-9, ISBN 0-521-59370-0, ISBN 0-521-59649-1.
- Williams, Eric. . Chapel Hill: University of North Carolina Press. 1994 [1944]. ISBN 0-8078-2175-6.